# Personaggi di A Certain Magical Index
Questa è una lista dei personaggi presenti nella serie di light novel A Certain Magical Index e nei relativi adattamenti animati assieme a quelli presenti nello spin-off A Certain Scientific Railgun.

## Principali

### Tōma Kamijō
Tōma Kamijō (上条 当麻?, Kamijō Tōma)
Doppiato da: Atsushi Abe
Tōma è il protagonista della serie, uno studente delle scuole superiori nella Città-Studio di Livello 0, il cui unico potere è "Imagine Breaker". Questo potere racchiuso nella sua mano destra gli consente di annullare qualsiasi altro potere Esper o Magico, inclusa la sua fortuna. La sua frase giornaliera è quindi divenuta «Che Sfiga!» proprio a causa di questo suo potere.

### Index
Index (インデックス?, Indekkusu)
Doppiata da: Yuka Iguchi
Index è una suora appartenente alla Chiesa Puritana Inglese avente un potere cosiddetto "Memorizzazione Perfetta" che le consente di ricordare nei minimi dettagli ogni momento della sua vita. A causa di questa sua dote, la Chiesa Anglicana ha utilizzato la sua memoria come indice per conservarvi 103.000 Grimori, rendendola così L'Indice dei Libri Proibiti. Diventa così un bersaglio per molti maghi malvagi, con l'intenzione di appropriarsi del potere dei Grimori.

### Mikoto Misaka
Mikoto Misaka (御坂 美琴?, Misaka Mikoto)
Doppiata da: Rina Satō
Mikoto è un esper di Livello 5, al terzo posto tra tutti quelli della Città-Studio, capace di manipolare l'elettricità. Per la sua abilita, è stata soprannominata "Railgun" in riferimento al suo principale attacco. Frequenta la scuola media Tokiwadai, una delle scuole più prestigiose della Città-Studio, e talvolta si trova ad aiutare la sua compagna di stanza, Kuroko Shirai, nelle sue missioni portate avanti per conto di Judgement.

### Accelerator
Accelerator (一方通行?, Akuserarēta)
Doppiato da: Nobuhiko Okamoto
Accelerator è l'esper di Livello 5 più forte di tutta la Città-Studio. Il suo potere consiste nel controllare ogni tipo di vettore, dalla direzione dei vasi sanguigni alla traiettoria di un proiettile. Ha collaborato ad un esperimento per progredire al Livello 6, dovendo uccidere 20000 Sisters di Misaka, ne elimina la metà, prima di essere fermato da Tōma. Questo scontro cambierà lentamente la sua vita e in seguito, quando incontrerà Last Order, si affezionerà alla ragazzina poiché unica persona che dopo molti anni gli abbia rivolto parole amichevoli. Tuttavia lei è in grave pericolo per un virus che è entrato in lei e per salvarla però, verrà colpito da un proiettile in testa, sopravvivendo, ma perdendo tutte le sue capacità di calcolo. Nonostante ciò, sarà ancora in grado di utilizzare i suoi poteri per mezzo di un "Reflex" attivo per un tempo limitato variabile dai 15 ai 30 minuti.

### Shiage Hamazura
Shiage Hamazura (浜面 仕上?, Hamazura Shiage)
Doppiato da: Satoshi Hino
Shiage è un ex-membro degli Skill-Out, un gruppo di esper di Livello 0 che utilizza vari metodi per poter contrastare il divario che c'è tra loro e gli esper più forti, che va incontro al lato oscuro della Città-Studio. Come gangster dei Skill-Out, Shiage segue la regola delle gang di non ferire innocenti. Anche se non bello o idealistico, è intelligente eppure agisce sui suoi desideri. In battaglia preferisce evitare il combattimento o comunque cerca di concluderlo il più velocemente possibile. Egli diventa molto imbarazzato su questioni legate al sesso. Appare per la prima volta nel primo volume SS della serie di light novel, contenente storie secondarie alla trama principale, nel quale diventa capo dei Skill-Out in seguito all'uccisione da parte di Accelerator del precedente leader e suo grande amico, Ritoku Komaba, per ordine del Consiglio di amministrazione della Città-Studio. Il giorno stesso in cui è divenuto il nuovo leader, la sua gang viene costretta dal Consiglio ad accettare l'ordine di uccidere la madre di Mikoto, Mizusu, altrimenti sarebbero stati sterminati. Tuttavia viene sconfitto insieme alla sua gang da Tōma e Accelerator, fallendo così la loro missione. Umiliati, Shiage lascia la gang al suo amico Hattori Hanzo e diventa autista e informatore per l'organizzazione ITEM, periodo durante il quale si innamora di uno dei loro membri, Rikō Takitsubo. Durante il 15° romanzo, ITEM è coinvolta in una guerra tra le varie organizzazioni segrete della Città-Studio, nella quale Shiage li aiuta provvedendo al trasporto di auto rubate per la città. Ma quando ITEM viene sconfitta dall'organizzazione SCHOOL, guidata da Teitoku Kakine, Shizuri Mugino, il leader di ITEM, vuole vendetta ad ogni costo per essere stata umiliata, e costringe Rikō ad utilizzare i suoi poteri per trovare Teitoku nonostante il ripetuto utilizzo di tale capacità possa ucciderla. Per salvare Rikō, Shiage combatte contro Shizuri e, nonostante il divario di forza tra i due, riesce a sconfiggerla utilizzando il suo orgoglio e i suoi poteri contro di lei. Tuttavia, questo inaspettato incidente diventa una spina nel piano di Aleister, in quanto non era possibile che un esper di Livello 0 come Shiage potesse sconfiggere Shizuri, un esper di Livello 5. Vedendolo come un'anomalia imprevedibile che disturberà i suoi piani futuri, Aleister mette una taglia su Shiage e ordina alle forze del lato oscuro della Città-Studio di ucciderlo. Ironicamente, Shiage viene salvato da Shizuri, che sopravvive alla loro precedente battaglia e ora ha un senso di amore contorto per lui (dichiarando lei stessa di volerlo castrare come segno di affetto). Shizuri consente a Shiage e Rikō di fuggire dalla Città-Studio rubando un jet e sparandosi in basso verso i suoi inseguitori, dichiarando che lui è la sua preda e di nessun altro.

## Città-Studio

La Città-Studio nell'anime di A Certain Magical Index

La Città-Studio (学園都市?, Gakuen Toshi, Città Accademia nelle prime due stagioni dell'anime e nel film) è il luogo dove risiedono i personaggi facenti parte della cosiddetta fazione della Scienza. Essa è popolata da circa 2,3 milioni di persone, il cui 80% sono studenti partecipanti al corso per lo sviluppo dei poteri esper. Essa è collocata a non molta distanza dalla capitale del Giappone, Tokyo. Essa è molto sviluppata dal punto di vista tecnologico: è possibile prevedere il tempo meteorologico, sono presenti diversi robot in giro per la città addetti alle pulizia e al controllo dei passanti. La sicurezza nella città è regolata da due gruppi: Judgment (風紀委員?, Jajjimento, lett. "Membro del comitato per la morale pubblica"), che si occupa delle faccende minori e di aiutare i cittadini nelle situazioni di tutti i giorni, e Anti-Skill (警備員?, Anchi Sukiru, lett. "Guardia"), che invece si occupa degli avvenimenti più importanti e gravi.

### Studenti e residenti

#### Liceo frequentato da Tōma
Motoharu Tsuchimikado (土御門 元春?, Tsuchimikado Motoharu)
Doppiato da: Anri Katsu
Motoharu è un adolescente biondo che appare sempre con addosso occhiali da sole e una camicia aloha. È amico e compagno di classe di Tōma, che sembra essere il suo vicino di casa presso il loro dormitorio. Segretamente Tsuchimikado è in realtà un ex-agente di Necessarius e divenne tempo prima una spia freelance per Necessarius, la Città-Studio e altre organizzazioni al momento sconosciute. I leader di Necessarius e della Città-Studio sono entrambi consapevoli di tale situazione, ma hanno deciso di lasciar correre per il momento. Il suo nome magico è Fallere825, ovvero "La lama per pugnalare alla schiena" (背中 刺す 刃?, Senaka sasu yaiba). Egli è anche un membro di una delle organizzazioni segrete della Città-Studio, il "GROUP". Lui era originariamente un abile ex-Onmyoji, in quanto la sua famiglia è discendente di Abe no Seimei, ma ha lasciato la sua dote quando è passato sotto il piano di studi di sviluppo di poteri esper della Città-Studio. Ha un giovane sorellastra di nome Maika, della quale è anche innamorato, motivo per cui è definito Gunso Shisukon (シスコン 軍曹?), e finisce spesso le sue frasi con «Nya» (l'equivalente giapponese di «miao»). Di Livello 0, Tsuchimikado possiederebbe l'abilità esper denominata Autorigenerazione (肉体 再生?, Nikutai saisei). A causa di tale potere è ancora in grado di utilizzare la magia per riparare i danni subiti dal proprio corpo, diventando così l'unico ibrido esper/mago. Nonostante questi vantaggi evita di usare la magia ad eccezione dei casi più disperati, poiché il suo utilizzo comporta dolore estremo per la compresenza di abilità esper.
Pierce Aogami (青髪ピアス?, Aogami Piasu)
Doppiato da: Yoshihisa Kawahara
Pierce è uno dei migliori amici e compagni di classe di Tōma Kamijō. Il suo vero nome è sconosciuto ma i suoi ammiratori lo chiamano "BLAU". Chiama Tōma "Kami-yan". Pierce è sorprendentemente il rappresentante di classe nonostante non abbia svolto alcun lavoro in classe relativo alla sua posizione. È un individuo divertente che ama notare le disgrazie di Tōma, ma confessa di essere un pervertito, un lolicon, un masochista e di soffrire di altri feticismi, e ama essere punito da Komoe Tsukuyomi. Pierce è spesso visto in compagnia di Motoharu Tsuchimikado, ma se c'è anche Tōma, formano il "Trio idiota" della loro classe perché hanno i punteggi più bassi dei test e spesso sono tenuti a frequentare le lezioni di recupero, anche se menziona che ha fallito di proposito le verifiche per ricevere delle punizioni da Komoe. In un'occasione serie viene interrogato da Mī Konori e Kuroko Shirai perché ritenuto in tipo sospetto, ma poi si scoprirà essere una persona innocente. In un'altra circostanza, Tōma ha riconosciuto il suo vero potere nonostante siano poco intelligente.
Seiri Fukiyose (吹寄 制理?, Fukiyose Seiri)
Doppiata da: Ayumi Fujimura
Seiri è una compagna di classe di Tōma Kamijō e la migliore amica di Aisa Himegami. Ha una fronte spaziosa e un seno prosperoso, tuttavia viene descritta come un personaggio "carino ma privo di sex appeal". Spesso la si vede assumere il ruolo di rappresentante di classe da Pierce Aogami. Disprezza le persone come Tōma, ovvero quelle che hanno rinunciato a vivere le loro vite incolpando le loro disgrazie. Nonostante ciò ha una cotta per quest'ultimo, e si comporta da tsundere quando si trova in sua presenza. Seiri è una maniaca dei prodotti per la salute, e difatti ne ordina spesso in gran quantità guardando canali televisivi dedicati allo shopping. Il suo potere di esper è ancora sconosciuto.
Aisa Himegami (姫神 秋沙?, Himegami Aisa)
Doppiata da: Mamiko Noto
Aisa è una giovane ragazza dai lunghi capelli neri e che spesso indossa un abito da miko. Ha un'abilità chiamata Deep Blood (吸血殺し?, Dīpu Buraddo, lett. "Assassino di vampiri") che potrebbe attirare i vampiri con il dolce profumo del suo sangue, trasformandoli in cenere una volta che lo bevono. Il potere di Aisa fa sì che la sua vita diventi miserabile perché la sua famiglia e i suoi amici vengono uccisi da esso. Questo la spinge ad arrivare alla Città-Studio per far rimuovere il suo potere, incontrando infine Aureolus Izzard. Aisa si rivela essere una Gemma, un termine che indica un esper che ha acquisito poteri senza utilizzare metodi artificiali come il programma Power Curriculum. Nell'arco narrativo di Deep Blood, Aisa viene vista per la prima volta in un fast food e incontra Tōma Kamijō, Index, Motoharu Tsuchimikado e Pierce Aogami. In seguito viene salvata da Tōma da Aureolus, che la vede ormai inutile nel raggiungimento del suo piano per salvare Index poiché quest'ultima era già stata liberata dalla cancellazione annuale della memoria. Il suo potere alla fine viene trattenuto dopo aver indossato una collana con una croce celtica datagli da Necessarius. Dopo questi eventi, Aisa trasloca nell'appartamento di Komoe Tsukuyomi e si trasferisce dall'Accademia delle ragazze di Kirigaoka al liceo di Tōma. Aisa inizia a mostrare dei sentimenti per il suo eroe da quando è stata salvata, ma paragona scherzosamente la sua vita a quella di un simulatore di appuntamenti per via del coinvolgimento di altre ragazze.
Seria Kumokawa (雲川 芹亜?, Kumokawa Seria)
Doppiata da: Yukiyo Fujii
Seria è una geniale studentessa del terzo anno e sorella di Maria Kumokawa. Ha i capelli lunghi fino alle spalle, un grande seno e di solito indossa l'uniforme alla marinara fornita dalla scuola che mostra l'ombelico tra la camicetta e la gonna. Seria lavora per Tsugutoshi Kaizumi come suo consigliere e guida l'Unità per l'Uso della Forza. Seria conosce Tōma Kamijō ben prima della sua perdita di memoria e mostra rammarico per avere un controllo limitato sul suo frequente coinvolgimento in situazioni pericolose. Ha un profondo attaccamento emotivo nei suoi confronti, portandola addirittura a rompere il suo rapporto con Misaki Shokuhō. Seria non ha poteri speciali, ma le sue abilità possono rivaleggiare con il Mental Out di Misaki mentre sconfigge i suoi avversari usando l'intelligenza e la psicologia.

#### Accademia Nagatenjōki
L'Accademia Nagatenjōki (長点上機学園?, Nagatenjouki gakuen) è l'istituto frequentato da Accelerator. Esso è una delle cinque scuole più prestigiose presenti nella Città-Studio e si suppone sia la numero uno. Diversamente dalla Tokiwadai è consentita l'iscrizione anche agli studenti normali senza poteri. Nel corso del Grande Festival delle Stelle Conquistatrici del primo anno di narrazione degli eventi l'accademia ha battuto la Scuola Media Tokiwadai.
Shinobu Nunotaba (布束 砥信?, Nunotaba Shinobu)
Doppiata da: Ikumi Hayama
Shinobu è un ex studentessa del terzo anno di liceo e ricercatrice che ha progettato il "Testamento" per il Progetto Radio Noise (o Progetto Sisters). Indossa in modo aderente abiti da lolita gotica a parte l'uniforme scolastica e il camice da laboratorio. Shinobu ha i suoi caratteristici occhi da pesce, ma non compaiono nell'adattamento anime. Nell'arco delle Sisters, Shinobu venne riassegnata al Progetto Shift del Livello 6 quando si decise di riutilizzare i cloni di Mikoto Misaka provenienti dal Progetto Radio Noise. Dopo aver conversato con uno dei cloni, Shinobu cambia le sue intenzioni nei loro confronti e decide di salvarli. Questo la induce a lasciare l'esperimento e a pianificare di fermarlo distribuendo delle carte bancomat nei vicoli della Città-Studio. Successivamente viene sconfitta da Saiai Kinuhata quando si decide di infiltrarsi in uno dei laboratori coinvolti per installare un programma emotivo in tutto il Misaka Network. Nell'arco narrativo del Silent Party, presente solo nell'anime di A Certain Scientific Railgun S, Shinobu viene coinvolta in un'organizzazione chiamata STUDY per creare Febrie e Janie. Così dice a Febrie di cercare Mikoto e si fa aiutare da quest'ultima ad uscire dal trauma legato alla ricerca impiegata per la loro creazione.
Mio Aizono (相園 美央?, Aizono Mio)
Doppiata da: Rie Tanaka
Mio è la principale antagonista del videogioco per PSP di A Certain Scientific Railgun. Mio è una esper di Livello 4 esper con un'abilità chiamata Military Oil (油性兵装?, Miritarī Oiru), che le permette di manipolare l'olio in varie forme, come ad esempio in armature, armi e missili.

#### Scuola media Tokiwadai
La scuola media Tokiwadai (常盤台中学?, Tokiwadai Chūgaku) è una delle cinque migliori scuole della Città-Studio. Questa prestigiosa scuola media per ragazze è situata al 7º Distretto della Città allo School Garden. Come una delle più maggiori e rinomate scuole per ragazze al mondo, tutte le studentesse provengono da un contesto ricco e sono esper di almeno Livello 3, un obbligo per potersi iscrivere lì. La scuola ha l'onore di avere come studenti due esper di Livello 5: uno di questi è Mikoto Misaka.
Kuroko Shirai (白井 黒子?, Shirai Kuroko)
Doppiata da: Satomi Arai
Kuroko è la compagna di stanza di Mikoto Misaka nella scuola media Tokiwadai e fa parte di Judgement. È un esper di Livello 4 con l'abilità del Teletrasporto (空間移動?, Terepōto, lett. "Movimento spaziale"). Questo potere è tuttavia limitato: non può spostare un oggetto superiore a 130–170 kg entro un raggio di circa 81-85 metri ed un massimo di due persone. Ha un'ossessiva e pervertita cotta per MIsaka, che chiama affettuosamente "Onee-sama" (sorella maggiore). È costantemente alla ricerca di un rapporto fisico con lei, che spesso non viene gradito e ricambiato. Tende ad essere gelosa verso tutte le persone che si avvicinano a Misaka, in particolar modo verso Touma. Porta in genere una fascia attorno alla gamba sinistra con dei chiodi che teletrasporta per immobilizzare le sue "prede" durante le operazioni con Judigement. Grazie al suo potere è inoltre in grado di tagliare anche oggetti duri quali pilastri di cemento con il semplice utilizzo di una lastra di vetro. Ne deriva però un notevole svantaggio: qualsiasi distrazione durante il teletrasporto rende infatti i suoi poteri nulli.
Mitsuko Kongō (婚后 光子?, Kongō Mitsuko)
Doppiata da: Minako Kotobuki
Mitsuko è una studentessa trasferita ed ereditiera della Kongō Airlines. È un esper di Livello 4 con un'abilità chiamata Aero Hand (空力使い?, Earo Hando, lett. "Utilizzatore del vuoto") che le permette di creare una potente raffica di vento per lanciare qualsiasi oggetto che ha toccato come se fosse un missile. Mitsuko è molto orgogliosa di sé stessa nonostante sia una nuova studentessa della scuola, ma mostra di essere ignorante per quanto concerne le routine comuni della vita di tutti i giorni, facendo inizialmente fatica a dedicarsi a lavori domestici come ad esempio cucinare. Solitamente porta con sé un ventaglio con cui ama pavoneggiarsi un po' e ha un boa constrictor domestico di nome Ekaterina. Mitsuko viene introdotta per la prima volta come personaggio minore nell'ottavo volume della serie di light novel quando ha raccontato a Kuroko Shirai del suo piano di creare una cricca nella scuola e ha sentito che il potere di Mikoto Misaka veniva testato vicino a una piscina. Il suo ruolo viene esteso nel manga e nella serie anime di A Certain Scientific Railgun.
Maaya Awatsuki (泡浮 万彬?, Awatsuki Maaya)
Doppiata da: Yoshino Nanjō
Maaya è un'amica di Mitsuko Kongō e membro della squadra di nuoto della scuola insieme a Kinuho Wannai. È un esper di Livello 3 con un'abilità chiamata Float Dial (流体反発?, Furōto Daiyaru, lett. "Repulsione fluida") che le permette di manipolare la galleggiabilità dell'ambiente circostante per sollevare oggetti pesanti, camminare sull'acqua senza rompere la sua tensione superficiale e saltare di parecchi metri.
Kinuho Wannai (湾内 絹保?, Wannai Kinuho)
Doppiata da: Haruka Tomatsu
Kinuho è una compagna di classe di Kuroko Shirai e amica di Mitsuko Kongō. È un esper di Livello 3 con un'abilità chiamata Hydro Hand (水流操作?, Haidoro Hando, lett. "Manipolazione della corrente d'acqua") che le consente di manipolare l'acqua con un volume massimo di 400 litri in quattro gruppi separati e lanciarli entro un raggio di 18 metri. Kinuho fa amicizia con Mikoto Misaka dopo quest'ultima l'ha salvata da alcuni delinquenti durante i suoi primi giorni da studentessa trasferita. Kinuho fa un piccolo cameo nel sedicesimo volume della serie di light novel Shinyaku: To aru majutsu no Index quando si è unita a una spedizione per distruggere la Crystal Tower che guidava le creature degli elementi. In tale occasione, Kinuho conversa brevemente con Tōma Kamijō, ma lei scappa immediatamente da lui per via della sua timidezza.
Misaki Shokuhō (食蜂 操祈?, Shokuhō Misaki)
Doppiata da: Azumi Asakura
Misaki è una misteriosa esper di Livello 5 chiamata anche "La regina". La sua abilità è definita Mental Out (理掌握?, Mentaru Auto, lett. "Presa psicologica") e le consente di ottenere un completo controllo delle menti degli altri tramite la telepatia, riuscendo anche a manipolarle o cancellare i ricordi. È in competizione con Mikoto, anche per il fatto che la sua abilità non ha effetto sulla Railgun per i suoi poteri elettrici.

#### Accademia Kirigaoka per ragazze
Istituto frequentato in passato da Aisa Himegami, prima della sua chiusura in seguito alla sconfitta di Aureolus Izzard da parte di Tōma.
Hyōka Kazakiri (風切り 評価?, Kazakiri Hyōka)
Doppiata da: Kana Asumi
Hyōka è una ex-studentessa dell'Accademica Kirigaoka. Non è un essere umano, ma bensì una proiezione che prende vita da quella piccola parte di potere che gli Esper rilasciano nell'atmosfera, che compattandosi insieme creano il Counter Stop. La stessa Hyouka spiega che si è sempre aggirata senza farsi notare, era un'ombra mantenuta in vita inconsapevolmente dagli Esper stessi. Incontra poi Index nella Caffetteria della scuola, e li, quasi senza accorgersene, grazie al calore di Index si materializza nel mondo terreno. Touma sarà il primo a scoprire che lei è in realtà Counter Stop, ma la proteggerà evitando che il Golem le faccia del male. La stessa Hyouka però tenterà di proteggere Index, nuovo bersaglio del Golem, mostrando anche alla ragazza la sua possibilità di rigenerare qualsiasi parte del corpo senza subire danni. Scomparendo alla fine della prima serie, riappare negli ultimi episodi della seconda. Qui svolgerà un ruolo fondamentale essendo sotto il controllo di Aleister Crowely, che la utilizzerà come una sua pedina.
Awaki Musujime (結標 淡希?, Musujime Awaki)
Doppiata da: Harumi Sakurai
Awaki è una studentessa del secondo anno di liceo e l'ex guida per i visitatori all'interno dell'edificio senza finestre. È un esper di Livello 4 con un'abilità chiamata Move Point (座標移動?, Mūbu Pointo, lett. "Movimento coordinato") che le consente di teletrasportare chiunque o qualsiasi cosa indichi con la sua torcia sotto un peso massimo di 4.520 chilogrammi a un raggio massimo di 800 metri. L'abilità di Awaki è più potente di quella di Kuroko Shirai, ma è riluttante a teletrasportarsi per via del suo trauma passato quando teletrasportò accidentalmente la gamba all'interno di un muro, quindi la sua pelle e i suoi muscoli si strapparono. Awaki debutta ufficialmente nell'ottavo volume della serie di light novel come antagonista dell'arco narrativo del Tree Diagram residuo. Viene assunta da un'organizzazione esterna chiamata "Science Association" per recuperare i resti del Tree Diagram. Awaki racconta a Kuroko durante la loro lotta in un ristorante del suo piano di testare gli animali per vedere se possono ricevere i poteri esper. Tuttavia ciò non va in porto dopo che Kuroko la rimprovera per il suo ragionamento e teletrasporta un'enorme quantità di massa su di lei. Poco dopo, Awaki in fuga viene sconfitta da Accelerator mentre distrugge la valigia contenente i resti del Tree Diagram. In seguito è costretta a unirsi alla squadra GROUP per la sicurezza dei suoi compagni catturati. Durante l'arco narrativo del Battle Royale, Awaki ascolta in modo scioccante un piano per usare i suoi amici catturati nel Riformatorio del Distretto 10 come merce di scambio in cambio della sua assistenza per aiutare i mercenari a infiltrarsi nell'edificio senza finestre. Quindi sconfigge con successo Megumi Teshio dopo aver superato il suo trauma passato per usare il suo potere contro di lei.

#### Scuola media Sakugawa
Uiharu Kazari (初春 飾利?, Uiharu Kazari)
Doppiata da: Aki Toyosaki
Uiharu è una studentessa amica di Kuroko, Ruiko e, successivamente, di Mikoto, è un membro di Judgment e frequenta la scuola media Sakugawa. È una esper di Livello 1 da i capelli corti e neri, sui quali indossa sempre una corona di fiori. Di solito timida e umile, la sua personalità può cambiare rapidamente fino a diventare eccessivamente entusiasta, soprattutto se riguarda la vita della classe superiore o, in particolar modo, ciò che coinvolge la scuola media Tokiwadai. Si dimostra abile più nelle ricerche al computer che nei combattimenti e per questo spesso rimane alla base a dare istruzioni a Kuroko, dimostrandosi molto utile se non essenziale. In diversi capitoli del manga, si scherza sul fatto che la sua capacità è quella di controllare le piante, tuttavia nell'anime viene rivelato che la sua capacità è Thermal Hand (定温保存?, Teion Hozon, lett. "Conservazione temperatura fissa"), che mantiene tutto ciò che tocca a temperatura costante. Dal momento che lei non può gestire le cose calde o fredde, si limita a quelle tiepide.
Ruiko Saten (佐天 涙?, Saten Ruiko)
Doppiata da: Kanae Itō
Ruiko è una esper di Livello 0, compagna di classe e amica di Kazari e una delle protagoniste della serie. Indossa un fiore sul lato sinistro dei suoi capelli, lei è piuttosto sfacciata, specie quando lei tende ad alzare a Kazari la sua gonna in pubblico e commentare le sue mutandine. Le piace leggere le leggende metropolitane, la maggior parte delle quali si rivelano essere vere. Nonostante la sua personalità sfacciata, all'interno di lei è un po' avvilita dal fatto di non avere alcun potere. Quando sente delle voci riguardanti la diffusione di uno speciale strumento che aumenta i poteri esper chiamato "Level Upper", lei si imbatte per caso in tale strumento, che si rivela essere un brano mp3 che sfruttava i sensi per aumentare i poteri, e lo utilizza per invidia delle sue amiche, ma ciò la fa cadere in coma. Si riprende a poco a poco, grazie agli sforzi di Mikoto, Kazari e del creatore del Level Upper, Harumi Kiyama. Mentre è sotto l'influenza del Level Upper, ha mostrato che la sua capacità esper è quella di saper manipolare il vento. Questa esperienza l'ha resa più determinataè a lavorare sodo per raggiungere l'ottenimento dei suoi poteri. Lei appare per la prima volta ed è una delle protagoniste dello spin-off A Certain Scientific Railgun, tuttavia fa anche un cameo nell'anime di A Certain Magical Index e appare nel relativo film. Non appare nella relativa serie di light novel di questi.
Erii Haruue (春上 衿衣?, Haruue Erii)
Doppiata da: Kana Hanazawa
Erii è una Child Error e una studentessa trasferita, che ha condiviso la stessa classe di Kazari e Ruiko. È un esper di Livello 2 con un'abilità chiamata Telepathy (精神感応?, Terepasu, lett. "Induzione mentale") che le permette di comunicare telepaticamente con altre persone e può essere incrementata al di sopra del suo livello normale quando viene esposta a determinate frequenze. Erii tiene un medaglione che contiene una foto di Banri, che si è separata da lei dopo che quest'ultima è stata trasferita in un'altra struttura per i Child Error. Riesce a sentire la sua voce nella sua mente, facendola sentire stordita e quando ciò avviene, si verifica un fenomeno simile a un poltergeist nella zona in cui si trova. Nell'arco narrativo del Poltergeist, presente solo nell'anime Railgun S, Erii viene presa di mira da Therestina per via della sua potenzialità di diventare un esper di Livello 6. Viene salvata da Mikoto e dalle sue amiche e in seguito si riunisce con Banri.

#### Altre scuole
Maika Tsuchimikado (土御門 舞夏?, Tsuchimikado Maika)
Doppiata da: Misato Fukuen
Maika è la sorellastra di Motoharu Tsuchimikado che ha raccolto da un orfanotrofio fuori dalla Città-Studio. Indossa sempre un abito da cameriera e viene sempre vista seduta sopra a un robot delle pulizie che continua a girare su sé stesso, ma non sembra soffrire di vertigini. Maika ha una relazione amichevole con Tōma e Index ed è anche amica di Mikoto e Kuroko poiché svolge lavori da domestica nella scuola media di Tokiwadai. Maika vive nel dormitorio della sua scuola, ma di solito rimane nella stanza del fratellastro per servirlo e cucinando i suoi pasti. Le piace leggere libri su un fratello maggiore che si innamora di sua sorella minore.
Mitsuki Unabara (海原 光貴?, Unabara Mitsuki)
Doppiato da: Daisuke Kishio
Mitsuki Unabara è il nipote del direttore della scuola. È un esper di Livello 4 con un'abilità chiamata Telecinesi (念動力?, Terekineshisu, lett. "Forza telecinetica") che gli permette di controllare gli oggetti da determinate distanze. Mitsuki riesce a ottenere buoni voti barando alle prove impiegando un po' del suo potere sullo schermo del computer utilizzato per l'esame, esaminando il calore e le radiazioni minuscole e decodificando le risposte corrette. Successivamente viene rapito da Etzali per assumere il suo aspetto e iniziare una missione di indagine sull'influenza di Tōma Kamijō sulla Città-Studio.
Mii Konori (固法 美偉?, Konori Mii)
Doppiata da: Kana Ueda
Mii è una studentessa delle superiori e capo della filiale di Judgment numero 177, dove prestano servizio Kazari e Kuroko. È un esper di Livello 3 con un'abilità chiamata Chiaroveggenza (透視系能力?, Kureaboiansu, lett. "Abilità trasparente") che le permette di utilizzare la sua visione a raggi X per trovare armi nascoste. Mii è un ex membro dei Big Spider, un gruppo di Skill-Out che considerava come il suo rifugio dai problemi della vita di tutti i giorni, e mostra affetto verso il suo fondatore Wataru. La sua presunta morte avvenuta due anni prima la portò ad arruolarsi nel Judgment.
Miho Jūfuku (重福 省帆?, Jūfuku Miho)
Doppiata da: Yukari Tamura
Miho è una studentessa del secondo anno e un personaggio presente solo nell'anime introdotto nella prima stagione di A Certain Scientific Railgun. È un esper di Livello 2 con un'abilità chiamata Dummy Check (視覚阻害?, Damī Chekku, lett. "Inibizione visiva") che le consente di rendersi invisibile agli occhi delle altre persone, ma ciò non ha effetto su fonti secondarie come ad esempio gli specchi oppure con strumenti tecnologici come le telecamera di sicurezza. Miho è nota per le sue folte sopracciglia nascoste dalla frangia che le coprono quasi l'occhio sinistro, cosa di cui si vergognava profondamente. Il suo ragazzo rompe la sua relazione con lei per via delle sue strane sopracciglia e si innamora di uno studente della scuola media Tokiwadai, portando diverso rancore verso gli altri membri presenti nell'istituto. Miho usa il Level Upper per migliorare la sua abilità e mette in atto la sua vendetta attaccando i ragazzi con una pistola stordente e disegnando loro delle grandi sopracciglia con un pennarello speciale. Nell'arco della storia del Level Upper, inizia a provare dell'affetto per Ruiko, che si complimenta per le sue sopracciglia, e le scrive delle lettere.
Banri Edasaki (枝先 絆理?, Edasaki Banri)
Doppiata da: Satomi Satō
Banri è una Child Error e una studentessa trasferita stimata di Harumi. Possiede capacità telepatiche in quanto è in grado di comunicare telepaticamente con Erii. Inizialmente Banri viene trovata in coma da Harumi e Heaven Canceller ma in seguito viene salvata da Mikoto e dalle sue amiche da Therestina, che aveva pianificato di utilizzare lei e gli altri bambini per un esperimento riguardante i cristalli di abilità. Alla fine riprende conoscenza e si riunisce con la sua insegnante. Durante l'arco narrativo del Silent Party, Banri si trasferisce nel dormitorio di Erii.
Maria Kumokawa (雲川 鞠亜?, Kumokawa Maria)
Maria è la sorella minore di Seria e una compagna di classe di Maika alla Ryoran Maid School. È un esper di Livello 2 con un'abilità chiamata Violence Donut (暴風車軸?, Baiorensu Dōnatsu, lett. "Asse della tempesta") che le permette di aumentare la sua forza centrifuga da 0,5 a 2 volte. Maria viene introdotta formalmente nel quarto volume della serie di light novel Shinyaku: To aru majutsu no Index dove viene vista viaggiare verso Baggage City in cerca della sua insegnante scomparsa Kagun Kihara.
Fremea Seivelun (フレメア＝セイヴェルン?, Furemea Seivuerun)
Fremea è una studentessa di scuola elementare di otto anni e la sorella minore di Frenda. La sua abilità ipso facto si chiama Agitate Halation (人的資源?, Ajitēto Harēshon, lett. "Risorse umane") che le permette di influenzare i campi di diffusione dell'AIM per manipolare gli "eroi" e proteggerli a tutti i costi, diventando di conseguenza una damigella in pericolo. Fremea debutta ufficialmente nel primo volume della serie di light novel Shinyaku: To aru majutsu no Index dove è diventata un bersaglio di un'organizzazione chiamata "Freshmen". In seguito viene salvata da Tōma, Accelerator e Shiage, che diventa il suo tutore fino a quando Beetle 05 non prende il sopravvento.

### Skill-Out
Skill-Out sono una gang di esper di Livello 0 che spesso utilizza vari metodi per combattere gli esper per compensare la loro mancanza di poteri.
Ritoku Komaba (駒場 利徳?, Komaba Ritoku)
Ritoku è l'originario leader dei Skill-Out. Fu ucciso da Accelerator. È doppiato da Kenta Miyake.
Hanzo Hattori (服部 半蔵?, Hattori Hanzo)
L'attuale leader dei Skill-Out, in seguito alla morte di Komaba e all'assenza di Hamazura.
Wataru Kurozuma (黒妻 綿流?, Kurozuma Wataru)
Doppiato da: Katsuyuki Konishi
L'originario leader dei "Big Spider", una gang di Skill-out che appare nell'anime di Railgun.

### I Livello 5 della Città-Studio
Essi sono i più forti esper presenti attualmente nella Città-Studio. Due di essi frequentano la scuola media Tokiwadai. Fino ad oggi ne sono noti solo sei, mentre il sesto in classifica non è ancora stato né nominato né è apparso.
1. Accelerator
2. Teitoku Kakine
3. Mikoto Misaka
4. Shizuri Mugino
5. Misaki Shokuhō
6. Non ancora rivelato
7. Gunha Sogiita (削板 軍覇?, Sogiita Gunha)

### Sistersdi Mikoto
Le Sisters (妹達?, Shisutāzu, lett. "Piccole sorelle") sono un gruppo di 20.000 cloni creati dal DNA della esper Mikoto Misaka per poterla allenare al fine di condurla al proibito Livello 6. Tuttavia gli scienziati responsabili del progetto, quando si accorsero che tali cloni non erano al livello di Mikoto, furono utilizzati per allenare il più forte esper di Livello 5 presente nella Città-Studio, Accelerator, il quale ucciderà oltre la metà delle Sisters per raggiungere questo nuovo livello. Tuttavia l'intervento di Tōma nella vicenda, dopo essere entrato in contatto con più di una Sister, porrà fine al progetto e i rimanenti cloni sono ora liberi di vivere la loro vita. In particolare nella serie si parla di alcuni cloni: Misaka 10032, Misaka 10777 e Last Order (o Misaka 20001)
Misaka 10032 (ミサカ10032号?)
Doppiata da: Nozomi Sasaki
Misaka #10032 è il 10.032° clone delle Sisters nonché quello più importante ad apparire nella serie. È il secondo clone che ha incontrato Tōma, che l'ha chiama Misaka imōto (御坂妹? lett. "Sorellina di Misaka"), e da allora si incontrano in diverse occasioni. Ha un debole per i gatti in quanto può accarezzare un gattino nero nonostante emetta onde elettromagnetiche dal suo corpo, cosa che finisce per spaventarli. Durante l'arco narrativo delle Sisters, Misaka 10032 è l'ultimo clone preso di mira da Accelerator per il suo esperimento, ma la loro lotta viene interrotta da Tōma. Quindi gli fornisce il suo aiuto per sconfiggere Accelerator dopo che le sue parole sull'autostima l'hanno fatta riflettere. Dopo la conclusione del Progetto Shift di Livello 6, Misaka 10032 diventa uno dei 10 cloni rimasti nella Città-Studio che viene sottoposta ad una riabilitazione del proprio corpo. Dopo un po' di tempo, comincia a mostrare i suoi sentimenti verso Tōma e in seguito riceve una collana a forma di cuore da lui per differenziarla da Mikoto, che lei ha molto apprezzato.
Last Order (ラストオーダー?, Rasuto Ōdā)
Doppiata da: Rina Hidaka
Appartenente al progetto del Livello 6 insieme alle altre 20.000 Sisters, lei ne è l'ultimo prodotto. Il suo numero è 20.001 ed è il fulcro del Misaka Network per il quale passano ogni sorta di informazioni e dati. La prima volta che incontra Accelerator, il ragazzo scopre che era stata infettata da un virus per mezzo di Ao Amai, desideroso di una rivolta da parte delle Sisters contro la città. Il ragazzo si ritrova così a salvare Last Order, la quale dopo questo episodio continuerà a seguirlo provando una grande simpatia per lui. Secondo quanto ha detto Last Order sembra che Accelerator non fosse del tutto certo dei fini dell'esperimento Level 6, al contrario di quanto afferma lui... Secondo i dati raccolti dal Misaka Network, sembrava infatti voler stabilire un contatto parlando per sentirsi più vicino ai cloni che uccideva.
Misaka 9982 (ミサカ9982号?)
Doppiata da: Nozomi Sasaki
Misaka 9982 è il 9.982° clone delle Sisters nonché il primo che Mikoto ha incontrato. Mostra curiosità verso il mondo esterno mentre cammina per la città, il che l'ha portata a imbattersi in Mikoto. Dopo averla incontrata, Misaka 9982 si comporta in modo sarcastico di fronte alla sua controparte, ma in seguito si lega a lei e riceve un emblema Gekota. Tuttavia, il loro primo incontro sarà l'ultimo poiché viene uccisa da Accelerator nell'esperimento mentre si aggrappa al primissimo regalo che ha ricevuto.
Full-Tuning (ミサカ00000号?, Furu Chūningu)
È il numero di serie 00000 delle Sisters creato da Ao Amai. I dettagli riguardo alle sue caratteristiche e al luogo in cui si trova sono sconosciuti, tuttavia, secondo il suo nome, si può ipotizzare che non faccia parte della rete di cloni e che sia stata completamente rifinita con una personalità vera e propria.
Misaka Worst (番外個体?, Misaka Wāsuto)
Doppiata da: Ai Kakuma
Misaka Worst è l'unico clone prodotto appartenente alla terza serie; è stato inviato dalla Città-Studio in Russia con il compito di uccidere Last Order. Il suo nome viene scritto come "Bangai Kotai" (番外個体?) che significa "Individuo extra". Le sue abilità sono simili a quelle della generazione precedente dei cloni di Mikoto, ma è classificata come di Livello 4. L'aspetto di Misaka Worst è una versione leggermente più adulta di Mikoto caratterizzata da una personalità malvagia. Durante l'arco narrativo della terza guerra mondiale, diventa alleata di Accelerator dopo il loro primo incontro in Russia. Nella serie di light novel Shinyaku: To aru majutsu no Index, Misaka Worst inizia a vivere nell'appartamento di Aiho e viene vista indossare un áo dài datole da Kikyō.

### Staff e amministrazione

#### Insegnanti
Komoe Tsukuyomi (月詠 小萌?, Tsukuyomi Komoe)
Doppiata da: Kimiko Koyama
È l'insegnante di Tōma presente all'homeroom. Aiuta Tōma nei corsi di recupero estivi e gli dà spesso preziosi consigli. All'inizio della storia è la persona a cui Kamijo si rivolge per chiedere soccorso quando trova ferita Index di fronte al suo appartamento, in quanto unica persona di sua conoscenza senza poteri esper che potesse aiutarla. Ospita per qualche giorno Index durante la sua guarigione. Sebbene sia adulta, è molto bassa di statura, tanto da sembrare ancora una bambina. Ad incentivare ciò, lei spesso conclude le sue affermazioni con desu, cosa che di solito un bambino fa. È molto premurosa nei confronti dei suoi studenti e desidera aiutarli come meglio può ad affrontare gli studi.
Aiho Yomikawa (黄泉川 愛穂?, Yomikawa Aiho)
Doppiata da: Yūko Kaida
Aiho Yomikawa è un'insegnante di educazione fisica e amica di Komoe Tsukuyomi. Lega i suoi lunghi capelli in una coda di cavallo ed è sempre vista indossare una maglia verde che delinea i suoi grandi seni. È nota per terminare le sue frasi con il suffisso "jan". Aiho è un ufficiale dell'Anti-Skill, dove i suoi colleghi la chiamavano "la donna che rende il serio comico" per via della sua abitudine di sottomettere i delinquenti con dispositivi di protezione come scudi antisommossa ed elmetti. Aiho diventa un tutore per Accelerator e Last Order dopo che Kikyō Yoshikawa le ha chiesto come favore di prendersi cura dei due.
Tsuzuri Tessō (鉄装 綴里?, Tessō Tsuzuri)
Doppiata da: Aya Endō
Tsuzuri è un insegnante e membro dell'Anti-Skill, che spesso collabora con Aiho. Ha i capelli ondulati e verdi che ha lega in una coda di cavallo e porta gli occhiali. È un po' goffa sul lavoro e questo la porta spesso ad essere rimproverata da Aiho. È una fan del picchiaduro arcade intitolato Gekisho.
Suama Oyafune (親船 素甘?, Oyafune Suama)
Suama Oyafune è un'insegnante di matematica e figlia di Monaka Oyafune. Mostra un'ossessione per la sua bellezza, che dimostra facendo più bagni al giorno, mettendosi una lozione prima di andare a letto, facendo colazione ogni giorno, tenendo sotto controllo il suo peso, trascorrendo le ore mattutine a truccarsi e comprando vestiti occidentali dai canali di shopping.

#### Scienziati
Kikyō Yoshikawa (芳川 桔梗?, Yoshikawa Kikyō)
Doppiata da: Yumi Tōma
Kikyō è una ricercatrice per il Progetto Shift di Livello 6 e un'amica intima di Aiho. È la prima adulta di cui Accelerator sembra fidarsi perché chiacchiera casualmente con lui e si prende cura di quest'ultimo. Kikyō rimane all'interno della struttura anche dopo che il progetto è stato sospeso mentre indaga sulla fuga di Last Order dalla sua macchina di supporto vitale e sul virus che Ao le ha immesso. Viene ferita da un colpo di pistola sparato da Ao ma viene poi salvata da Heaven Canceller. Dopo essere stata dimessa dall'ospedale, Kikyō rimane nell'appartamento di Aiho e diventa la custode di Accelerator e Last Order insieme a lei. Rivela il suo desiderio di diventare un'insegnante poiché questo era il suo progetto ancor prima di diventare ricercatrice.
Ao Amai (天井 亜雄?, Amai Ao)
Doppiato da: Tatsuhisa Suzuki
Ao è un ricercatore per il Progetto Radio Noise (o Progetto Sisters), dove si è specializzato nella creazione di dati di personalità con capacità di autoapprendimento, e viene coinvolto nel Progetto Shift di Livello 6. In seguito si associa a un'organizzazione esterna chiamata "Science Association" per vendere informazioni della Città-Studio come mezzo per ripagare i suoi ingenti debiti causati dalla chiusura del Progetto Shift di Livello 6 in cui ha investito pesantemente. È responsabile del virus inserito in Last Order che la dovrebbe costringere a comandare ai cloni di Mikoto a portare il caos tramite il Misaka Network. Ao viene ucciso da Kikyō dopo aver sparato ad Accelerator in testa quando ha interrotto l'attivazione del virus.
Harumi Kiyama (木山 春生?, Kiyama Harumi)
Doppiata da: Atsuko Tanaka
Harumi è un'insegnante per i Child Error e una ricercatrice AIM che ha lavorato per Gensei. È nota per il suo spudorato modo di spogliarsi in pubblico, guadagnandosi l'alias della donna che si spoglia (脱ぎ女?, Nugi onna) sui forum delle leggende metropolitane. Harumi viene introdotta nel manga e anime di A Certain Scientific Railgun come la creatrice del Level Upper, ovvero un file audio progettato per sbloccare o migliorare i poteri esper. Per questo motivo, ottiene un'abilità chiamata Multi-Skill (多才能力?, Maruchi Sukiru, lett. "Abilità di versatilità") che le consente di accedere a più abilità da esper collegate alla rete Level Upper come ad esempio la manipolazione dell'acqua, la manipolazione del vento, il teletrasporto, il sincrotrone, la creazione del ghiaccio, le creazione di onde d'urto, il taglio a trave e il taglio del cemento. In seguito perde il controllo della rete durante il suo combattimento con Mikoto, producendo un'entità AIM sulla sua testa chiamata "AIM Burst". Nell'arco narrativa del Level Upper, Harumi rivela la sua vera intenzione di salvare i suoi ex studenti Child Error che sono stati utilizzati in un esperimento disumano da Gensei. In seguito viene arrestata dall'Anti-Skill ma giura di continuare la sua ricerca per trovare una cura per loro. Harumi ritorna nell'arco narrativo del Poltergeist quando è stata salvata da Heaven Canceller e ha continuato a lavorare per una cura insieme a lui. In seguito riesce a salvare gli studenti con l'aiuto di Mikoto e delle sue amiche.

#### Funzionari dell'amministrazione
Supervisore dormitorio della Tokiwadai (常盤台の寮監?, Tokiwadai no Ryōkan)
Doppiata da: Shizuka Okohira (Index), Hitomi Nabatame (Railgun)
Il supervisore del dormitorio Tokiwadai è la padrona di casa senza nome del dormitorio in cui risiedono Mikoto Misaka e Kuroko Shirai. Fa rispettare rigorosamente le regole per tutte le stanze e non ha nessuna tolleranza per i trasgressori, il che l'ha fatta diventare temuta tra gli studenti. È anche una custode volontaria per i Child Error all'Asunaro Park, dove mostra il suo grande affetto verso i bambini invece della sua solita natura spaventosa e temibile.
Heaven Canceler (冥土帰し?, Hevun Kyanserā)
Doppiato da: Yutaka Nakano
Heaven Canceller è un medico dell'ospedale del Distretto 7 e chiamato "il dottore dalla faccia di rana" da Tōma e altri. Il suo nome è scritto come "Meido Gaeshi" (冥土帰し?) che significa "Salvatore dall'altro mondo" per via della sua capacità di salvare completamente i pazienti che sono sull'orlo della morte. Heaven Canceller è un medico eccezionalmente dotato e benevolo in quanto può curare qualsiasi malattia e guarire qualsiasi ferita, ma non può riportare in vita i morti e non è in grado di riparare le lesioni legate al cervello, come i ricordi cancellati di Tōma e l'abilità di calcolo di Accelerator. Salva la salute di chiunque, alleato o nemico, poiché segue fedelmente il giuramento di Ippocrate.

#### Consiglio di amministrazione
Il Consiglio di Amministrazione è composto da dodici persone che detengono l'autorità assoluta nella Città-Studio, con solo il tredicesimo direttore, il Soprintendente Generale, al di sopra di loro. Sotto la loro amministrazione, il consiglio governa le attività quotidiane della città, dal finanziamento di progetti scientifici e di ricerca al benessere dei suoi cittadini.
Tsugutoshi Kaizumi (貝積 継敏?, Kaizumi Tsugutoshi)
Tsugutoshi è un membro del consiglio di amministrazione per il quale Seria ha lavorato come suo consigliere. È determinante nel salvare le gemme da tutto il mondo e nel portarle all'interno della Città-Studio, ma non riesce a interrompere il Progetto Agitate Halation fino a quando non interviene Tōma.
Monaka Oyafune (親船 最中?, Oyafune Monaka)
Doppiata da: Mika Doi
Monaka è membro del consiglio di amministrazione e madre di Suama. È forse l'unico direttore del consiglio che ha mostrato affetto verso gli studenti della Città-Studio, a differenza degli altri che li vedevano solo come soggetti da utilizzare per gli esperimenti. Monaka cerca l'aiuto di Tōma per porre fine alle proteste anti-Città-Studio in tutto il mondo e in seguito viene ferita da Motoharu come mezzo per coprire il suo incontro illecito con lui. Nell'arco della Battle Royale, diventa il bersaglio del tentativo di omicidio orchestrato dalla squadra SCHOOL.

##### Shiokishi
Doppiato da: Ryōsuke Kanemoto
Shiokishi è un membro del consiglio di amministrazione e sovrintende alla ricerca, allo sviluppo e alle produzioni militari. Viene sempre visto indossare una tuta potenziata HsPS-15 perché si sente a disagio senza di essa. Nell'arco narrativo dei DRAGON, Shiokishi tenta di eliminare la squadra GROUP per la loro indagine sui DRAGON, ma il suo piano viene ostacolato dagli sforzi del team e di Monaka. In seguito perde conoscenza quando Aiwass si è manifestato davanti a lui e il GROUP durante la loro negoziazione fallita.
Thomas Platinaburg (トマス・プラチナバーグ?, Tomasu Purachinabāgu)
Doppiato da: Yūya Murakami
Thomas è membro del consiglio di amministrazione e finanziatore della squadra ITEM. Nell'arco narrativo dell'invasione della Città-Studio, viene gravemente ferito da Accelerator che cercava vendetta contro l'alta dirigenza responsabile del rapimento di Last Order. Nell'arco della storia dei DRAGON, Thomas ingaggia Stephanie per uccidere Accelerator, ma viene invece ucciso da lei quando ha menzionato di aver usato di Chimitsu come merce di scambio.
Aleister Crowley (アレイスター・クロウリー?, Areisutā Kurourī)
Doppiato da: Toshihiko Seki
Aleister è un mago, basato sull'omonimo occultista della vita reale, e il fondatore della Città-Studio dopo aver lasciato il mondo della magia. Risiede nell'edificio senza finestre ed è confinato a testa in giù all'interno di un tubo di supporto vitale creato da Heaven Canceller. In qualità di presidente del consiglio, ha l'ultima parola sugli affari interni della città, ma di solito lascia il benessere del cittadino ai dodici direttori del consiglio. Aleister è considerato il più grande mago della storia, dove più della metà di tutti gli stregoni moderni sono stati influenzati dalle sue teorie consolidate e due quinti di loro erano seguaci diretti delle sue vie. Il suo incantesimo di combattimento principale è chiamato Viaggio spirituale (霊的蹴たぐり?, Reiteki ketaguri) che gli permette di legarsi al suo bersaglio manifestando armi illusioni nella sua mente, che dovrebbero avere gli stessi effetti di quella reale, e vanta di una magia nota come la sua arma distintiva, ovvero Blasting Rod (衝撃の杖?, Burasutingu Rōdo, lett. "Bastone dell'impatto") che può amplificare l'effetto di una magia di dieci volte rispetto a quello che il bersaglio assumerebbe normalmente. Il passato di Aleister viene narrato nel diciottesimo volume della serie di light novel Shinyaku: To aru majutsu no Index dove viene spiegato che era diventato un membro della cabala magica dell'Alba Dorata, e la sua appartenenza al gruppo lo portò al suo odio verso la magia e all'eventuale istituzione del lato scientifico.

### Organizzazioni segrete

#### GROUP
GROUP (グループ?, Gurūpu) è un'organizzazione clandestina con sede alla Città-Studio. È composta da quattro agenti principali: Motoharu Tsuchimikado, Accelerator, Etzali (travestito da Mitsuki Unabara) e Awaki Musujime. L'organizzazione viene definita "un piccolo gruppo che esiste nella malavita e che lavora per difendere la società tradizionale". Il gruppo viene menzionato durante l'invasione della Città-Studio, dove Accelerator diventa la sua nuova recluta. In seguito vengono introdotti in modo appropriato durante la rivolta degli Skill-Out per fare fronte ai pericolosi piani di Ritoku Komaba contro la città. Sebbene il più delle volte agiscono per conto delle alte sfere della città, soffrono il giogo del lato oscuro della Città-Studio e dei relativi vertici che li controllano. La fazione lavora spesso alle spalle dei propri superiori con lo scopo di indebolirsi e liberarsi dal loro controllo. Dopo gli eventi della Terza Guerra Mondiale, l'organizzazione viene sciolta, riuscendo a liberarsi dal controllo della città. È l'unica fazione nota del lato oscuro della Città-Studio ad aver combattuto nella guerra tra fazioni del 9 ottobre e ad aver visto sopravvivere tutti i suoi agenti sul campo.
Accelerator
Motoharu Tsuchimikado
Awaki Musujime
Etzali (エツァリ?, Etsari)
Doppiato da: Daisuke Kishio
Etzali è un mago del Ritorno dell'Alato che si è travestito da Mitsuki. Il suo nome è probabilmente basato sul sesto mese del calendario azteco (Etzalcualiztli). Usa una copia della lancia di ossidiana del dio azteco che rappresenta Venere chiamata Lancia di Tlahuizcalpantecuhtli (トラウィスカルパンテクウトリの槍?, Torawisukarupantekūtori no yari) che sfrutta la luce del suddetto pianeta per distruggere tutto ciò che tocca. Viene inviato alla Città-Studio come spia per fermare e minacciare la fazione Kamijō, un gruppo di esper e maghi conoscenti di Tōma, i quali sarebbero stati guidati da quest'ultimo poiché vedevano tale aggregazione come una minaccia alla tregua tra scienza e magia. Nell'arco narrativo delle tre storie, Etzali prende in prestito l'aspetto di Mitsuki e tenta di fare amicizia con Mikoto per ucciderla, ma finisce per innamorarsi di lei. Dopo non essere riuscito ad uccidere Tōma, Etzali gli fa promettere di proteggere Mikoto e il mondo che la circonda. Nell'arco narrativo della rivolta degli Skill-Out, rimane nella Città-Studio e si unisce al GROUP per proteggere Mikoto senza farsi notare. Nell'arco narrativo della Battle Royale, Motoharu incarica Etzali di investigare sull'appartamento della direzione. Assume le sembianze di Yamate quando i suoi colleghi del BLOCK si sono infiltrati e hanno fatto irruzione nel nascondiglio nemico per indagare sul loro piano. In seguito incontra Xochitl, che è arrivata al riformatorio del Distretto 10 per ucciderlo per via del suo tradimento con la cabala magica, ma la sconfigge e porta via il suo grimorio mentre erode il suo corpo. Nell'arco narrativo dei DRAGON, Etzali e i suoi colleghi agenti del GROUP si infiltrano nella base di Shiokishi per trovare informazioni sulla fazione rivale. In tale occasione incontra Tecpatl, che si è travestito da una delle guardie del corpo di Shiokishi per ucciderlo con il grimorio di Tochtli. Tuttavia Etzali utilizza l'esperienza acquisita dal suo incontro con Xochitl e lo uccide. Etzali ritorna nella serie di light novel Shinyaku: To aru majutsu no Index nell'arco narrativo del ritorno a casa dove fa visita a Xochitl e Tochtli in un ospedale e discute con loro sul suo uso continuo dell'aspetto di Mitsuki. Nella serie Genesis Testament: Toaru majutsu no index, Etzali e Xochitl si dirigono all'ospedale dove riposa Tochtli per recuperare quest'ultima mentre viene iniziata l'Operazione Manette contro il Lato Oscuro della Città-Studio.

#### SCHOOL
SCHOOL (スクール?, Sukūru) è una delle organizzazioni che fanno parte del lato oscuro della Città-Studio. Il gruppo è guidato da Kakine Teitoku il secondo esper più forte della Città-Studio. Il gruppo è formato da soli 5 membri ma è abbastanza potente da sconfiggere sia ITEM che MEMBER. L'obiettivo del gruppo era quello di permettere a Kakine Teitoku di negoziare con Aleister riguardo ai suoi piani con Accelerator. Durante la guerra tra le altre organizzazioni molti membri di SCHOOL incluso Kakine Teitoku perdono la vita e dopo la terza guerra mondiale l'organizzazione viene definitivamente sciolta. In seguito i resti di SCHOOL vengono riorganizzati per creare una nuova organizzazione insieme a ciò che rimane di ITEM e MEMBER.
Teitoku Kakine (垣根 帝督?, Kakine Teitoku)
Doppiato da: Masaya Matsukaze
Teitoku Kakine è il leader di SCHOOL. È il secondo esper di Livello 5 della Città-Studio dotato di un'abilità chiamata Dark Matter (ダークマター?, Dāku Matā, lett. "Materia sconosciuta") che gli permette di creare e controllare una materia sconosciuta alle leggi della fisica. Teitoku rappresenta il piano di riserva di Aleister se Accelerator non dovesse soddisfare le sue aspettative, alternativa che però che non apprezza. In seguito scatena una rivoluzione orchestrando un tentativo di omicidio su Monaka, che interromperebbe la sicurezza nel laboratorio di ingegneria delle particelle elementari che ospitava il Tweezers, ovvero un manipolatore per l'interferenza di oggetti microscopici. Teitoku prevede di utilizzarlo per ottenere una minuscola macchina chiamata "UNDER_LINE" che rappresenta l'unico metodo di Aleister per raccogliere informazioni mentre si trova all'interno dell'edificio senza finestre, il che gli permetterebbe di contattare il presidente del consiglio. Tuttavia, decide invece di uccidere Accelerator perché non si sta rivelando utile ai piani di Aleister. Teitoku poi tortura Kazari per ottenere informazioni sulla posizione di Last Order ma viene fermato da Accelerator, con il quale si impegna in una durissima lotta in cui entrambi devono fare ricorso ai loro poteri sopiti. Alla fine Accelerator sconfigge a stento Teitoku, finendo per strappare quasi tutte le parti del corpo di quest'ultimo. Il suo cervello venne successivamente conservato nel Dark Legacy, uno strumento creato da Heaven Canceller che potrebbe riprodurre rapidamente le cellule per mantenere in vita qualsiasi cosa. Teitoku ritorna nel sesto volume della serie di light novel Shinyaku: To aru majutsu no Index dove viene rivelato che è riuscito a ricreare il suo corpo. Nell'arco narrativo del festival di Ichihanaran, Yuītsu gli chiede di catturare Fräulein. Evoca così degli scarabei rinoceronti giapponesi dal Dark Matter chiamati "White Beetle" per darle la caccia mentre combatte Accelerator per vendicarsi di ciò che gli aveva fatto in passato. Tuttavia, uno dei White Beetle perde il suo comando programmato per via dell'abilità AIM Stalker di Rikō e inizia a prendere il controllo del sistema, diventando il nuovo Teitoku chiamato "Beetle 05" che è caratterizzato da una personalità premurosa. Il Teitoku originale viene portato via da Ollerus, travestito da Thor, per la creazione della Lancia di Gungnir per i GREMLIN.
Chimitsu Sunazara (砂皿 緻密?, Sunazara Chimitsu)
Doppiato da: Tarō Kiuchi
Chimitsu è un cecchino di SCHOOL e amico intimo di Stephanie. È noto per l'utilizzo di un fucile da cecchino magnetico prodotto dalla Città-Studio chiamato "MSR-001". Nell'arco narrativo della Battle Royale, Chimitsu viene assunto da SCHOOL come sostituto del precedente cecchino morto (Rakko) e incaricato di assassinare Monaka. In seguito si unisce a Teitoku e Kaibi per infiltrarsi nel nascondiglio di ITEM, dove ha fornito il suo supporto come cecchino. In tale occasione, sembra perire quando sul luogo in cui si trova arriva la testata missilistica anticarro portatile di Saiai. Nell'arco narrativo di DRAGON, si scopre che è vivo ed è sopravvissuto all'esplosione, ma da allora è in coma.
Kaibi Gokusai (獄彩 海美?, Gokusai Kaibi)
Doppiata da: Shiori Izawa
Kaibi è uno degli agenti di SCHOOL conosciuta come la "ragazza in un vestito" (ドレスの少女?, Doresu no shōjo). È un esper con un'abilità chiamata Measure Heart (心理定規?, Mejā Hāto, lett. "Governatore della mente") che le permette di regolare la distanza tra i cuori delle persone, rendendo la relazione con il suo bersaglio affettuosa o distante. Kaibi pratica l'enjo kōsai ma chiarisce di aver accompagnato i suoi clienti senza mai aver offerto pratiche sessuali. Nell'arco narrativo della Battle Royale, insegue Shiage dopo che è stato lasciato indietro da Shizuri e Rikō per inseguire Teitoku, e ne perde le tracce ma in compenso trova Frenda. Nell'arco narrativo dei DRAGON, Kaibi diventa membro di una nuova squadra formata dai resti delle organizzazioni rimaste del Lato Oscuro, così conduce i restanti Hound Dog a dare la caccia a Shiage su ordine di Aleister. Kaibi ritorna nel terzo volume della serie di light novel Genesis Testament: Toaru majutsu no index dove si riunisce a Shiage imprigionato dopo essersi arresa volontariamente in una stazione Anti-Skill perché lo ritiene un luogo più sicuro mentre l'Anti-Skill dà il via all'Operazione Manette contro il Lato Oscuro della Città-Studio.
Banka Yobō (誉望 万化?, Yobō Banka)
Doppiato da: Yūya Hirose
Banka è un agente di SCHOOL noto per il suo soprannome "Ragazzo con gli occhiali" (ゴーグルの少年?, Gōguru no shōnen). È un esper di Livello 4 con un'abilità simile alla psicocinesi. Viene sempre visto indossare un copricapo metallico a forma di anello con fili estesi sul bordo esterno. Nell'arco narrativo della Battle Royale, Banka viene ucciso da Shizuri durante il loro confronto nel laboratorio di ingegneria delle particelle elementari.

#### ITEM
ITEM (アイテム?, Aitemu) è un'organizzazione con sede alla Città-Studio, la cui funzione principale era quella di monitorare i vertici della Città-Studio, compreso il consiglio di amministrazione, e impedire che acquisissero troppo potere e sfuggissero di mano. La sua incarnazione, vista durante gli eventi del 9 ottobre, è stata praticamente distrutta nel corso di quel giorno, nonostante sia stata confermata l'uccisione di un solo agente (Frenda Seivelun) e gli altri siano solo indisposti o il loro stato sia sconosciuto, ed è stata successivamente riorganizzata per formare una nuova organizzazione i restanti membri di MEMBER, SCHOOL e BLOCK. Dopo gli eventi della Terza Guerra Mondiale, Shizuri Mugino si riconcilia con i membri restanti e riforma il gruppo. L'organizzazione diventa così l'unica fazione nota del lato oscuro della Città-Studio che ha combattuto nella guerra tra frazioni del 9 ottobre a non essere stata sciolta dopo il conflitto.
Shizuri Mugino (麦野 沈利?, Mugino Shizuri)
Doppiata da: Ami Koshimizu
Shizuri Mugino è la leader di ITEM nonché la quarta esper di Livello 5 della Città-Studio dotata di un'abilità chiamata Meltdowner (原子崩し?, Merutodaunā, lett. "Rompi atomo") che le permette di convertire gli elettroni in una materia distruttiva instabile che può sparare in alto raggi di luce velocizza e creare uno scudo energetico. Shizuri è in grado di mostrare gentilezza ai suoi compagni di squadra e proteggerli dai pericoli in cui sono coinvolti, ma di solito guarda dall'alto in basso gli esper di basso Livello e non si preoccupa di eliminare eventuali oppositori, indipendentemente dal fatto che siano alleati o nemici. Nell'arco narrativo delle Sisters, Shizuri e il suo team vengono assunti per difendere le strutture rimanenti coinvolte nel Progetto Shift di Livello 6 dagli attacchi di Mikoto. Arriva in tempo proprio mentre Mikoto interroga Frenda. I due esper di Livello 5 si scontrano fino a quando Shizuri non viene sconfitta da Mikoto con l'aiuto di alcune bambole esplosive lasciate involontariamente da Frenda. Nell'arco narrativo del Battle Royale, Shizuri e la sua squadra discutono del recente tentativo di assassinio di Monaka. Deduce che SCHOOL abbia usato questo evento come diversivo per il loro vero obiettivo. Shizuri riceve poi una chiamata e le viene affidato il compito di occuparsi dell'hacking del centro di isolamento dei virus, ma alla fine decide di distruggere completamente SCHOOL. Shizuri e la sua squadra arrivano nel laboratorio di ingegneria delle particelle elementari, dove uccide Banka e affronta Teitoku. Quindi dà la caccia a Teitoku in fuga, che ha rubato con successo il Tweezers, ma ne perde le tracce. Shizuri viene successivamente attaccata da quest'ultimo all'interno del nascondiglio di ITEM. Dopo essere stata sconfitta, uccide Frenda per aver rivelato il nascondiglio del suo gruppo a SCHOOL. Mentre trascina la parte superiore del corpo insanguinata di Frenda, Shizuri decisamente arrabbiata chiede a Shiage di consegnarle Rikō in modo che possa rintracciare Teitoku con il suo potere. Il ragazzo si oppone al suo volere e quindi lo combatte per aver rubato i cristalli del corpo necessari per abilitare il potere di Rikō fino a quando non perde l'occhio destro e il braccio sinistro per mano di Shiage. Nell'arco narrativo di DRAGON, Shizuri sopravvive alla serie di eventi e viene curata con l'aiuto del Dark Legacy, quindi affronta Shiage per la seconda volta nell'aeroporto del Distretto 23, ma viene comunque sconfitta da lui. A seguito di un trauma e di un crollo psicologico, sviluppa un inquietante senso di amore distorto per lui e dichiara che lo castrerà in segno di affetto prima di lasciarlo fuggire dalla Città-Studio tramite un aereo passeggeri supersonico. Nell'arco narrativo della Terza Guerra Mondiale, Shizuri intercetta Shiage in Russia e si overdose di cristalli di abilità ma viene sconfitta da lui per la terza volta. Alla fine si riconcilia con lui e Rikō dopo essersi commossa dalle parole del ragazzo, il quale voleva che tornasse ad essere la vecchia Shizuri che si prendeva cura dei suoi compagni di squadra. Nella serie di light novel Shinyaku: To aru majutsu no Index, Shizuri riforma l'ITEM e ripristina la sua relazione con gli altri membri restanti.
Rikō Takitsubo (滝壺 理后?, Takitsubo Rikō)
Doppiata da: Aya Suzaki
Rikō Takitsubo è un agente di ITEM e la fidanzata di Shiage Hamazura. È un esper di Livello 4 con un'abilità chiamata AIM Stalker (能力追跡?, AIM Sutōkā, lett. "Rilevatore di abilità") che le consente di registrare i campi di diffusione dell'AIM degli altri esper per consentirle di tracciare la loro posizione. Tuttavia per fare uso di questa tecnica è costretta ad utilizzare i Body Crystal, dei farmaci, il che le impedisce di diventare l'ottavo esper di Livello 5 più forte di tutta la Città-Studio. Rikō è sempre vista indossare una tuta rosa che funge da abbigliamento casual e da notte. Durante la rivolta di diverse organizzazioni del lato oscuro, Rikō diventa l'obiettivo di SCHOOL perché la vedono come una minaccia ai loro piani. Spinge Shiage dentro un ascensore per salvarlo dall'attacco di Teitoku Kakine, ma il suo corpo viene ferita mentre usa la sua abilità su quest'ultimo. Viene poi trovata priva di sensi da Shiage che la consegna ad Aiho Yomikawa per metterla in salvo mentre cerca di tenere Shizuri Mugino lontano da lei. Durante la Terza Guerra Mondiale, Rikō e Shiage arrivano in Russia e qui la ragazza viene curata dal medico locale di Elizalina. Qui viene inoltre rivelato che ha il potenziale per alterare la realtà personale di un esper, che può cambiare il loro livello di potere o dare un'abilità a un esper non potenziato. In Shinyaku: To aru majutsu no Index, Rikō diventa un membro della nuova ITEM e si ricongiunge con Shizuri, mentre il suo rapporto con Shiage migliora man mano che si frequentano e si prendono cura di Fremea Seivelun, la sorella minore di Frenda, come se fossero i suoi genitori. Durante il Festival di Ichihanaran, la sua abilità aiuta uno dei White Beetle a liberarsi dal controllo di Teitoku.
Saiai Kinuhata (絹旗 最愛?, Kinuhata Saiai)
Doppiata da: Chinatsu Akasaki
Saiai Kinuhata è un agente di ITEM e un soggetto di prova del Progetto Dark May. È un esper di Livello 4 con un'abilità chiamata Offense Armor (窒素装甲?, Ofensu Āmā, lett. "Armatura di azoto") che le consente di creare automaticamente una barriera a base di azoto attorno al suo corpo. È nota per aggiungere la parola "super" (超?, chō) nelle sue frasi e adora guardare film di serie B o C. Saiai sottomette Shinobu Nunotaba mentre quest'ultima tenta di installare un programma di emozioni nel Misaka Network. Durante la rivolta di diverse organizzazioni del lato oscuro della Città-Studio, aiuta Shiage Hamazura e Rikō Takitsubo a sfuggire all'attacco di SCHOOL nel loro nascondiglio e distrugge la postazione da cecchino di Chimitsu Sunazara con la sua testata missilistica anticarro portatile, ma viene successivamente sconfitta da Teitoku Kakine. In seguito, Saiai diventa uno dei bersagli di Stephanie Gorgeouspalace, che cercherà di vendicare Chimitsu rimasto ferito. Le due si affrontano ed è Saiai ad avere la meglio, che riesce a sconfiggere la sua avversaria grazie all'aiuto di una bombola di azoto liquido. In Shinyaku: To aru majutsu no Index, Saiai diventa un membro della nuova ITEM e si ricongiunge con Shizuri Mugino.
Frenda Seivelun (フレンダ セイヴェルン?, Furenda Seivuerun)
Doppiata da: Maaya Uchida
Frenda Seivelun è un'agente di ITEM e sorella maggiore di Fremea. È l'unico membro della squadra in grado di sconfiggere i suoi avversari senza alcuna capacità da esper poiché fa uso di oggetti esplosivi come bambole piene di bombe e nastri esplosivi e combatte corpo a corpo. Frenda è norvegese e adora mangiare lo sgombro perché le ricorda la sua città natale. Frenda affronta Mikoto Misaka all'interno di una delle strutture che ha il compito di proteggere dalla sua infiltrazione, ma viene successivamente sconfitta. Durante la rivolta di diverse organizzazioni del lato oscuro della Città-Studio, viene catturata da SCHOOL e costretta a rivelare il nascondiglio di ITEM con l'aiuto dell'abilità di Kaibi Gokusai. Frenda viene poi uccisa da Shizuri Mugino per il suo tradimento. Prima di questo evento, diventa amica di Ruiko Saten per il loro amore comune per lo sgombro e viene invitata da lei a cena, ma non potrà mai presentarsi a tale appuntamento in quanto Frenda sarà già morta. In Shinyaku: To aru majutsu no Index, Shizuri va a fare visita alla tomba di Frenda nel Distretto 10.

#### MEMBER
MEMBER (メンバー?, Menbā) è un'organizzazione con sede alla Città-Studio che rispondeva direttamente al sovrintendente generale Aleister Crowley. La sua incarnazione, vista il 9 ottobre, è stata praticamente distrutta durante gli eventi di quel giorno, nonostante sia stata confermare l'uccisione di un solo agente (il Professore) e gli altri siano stati indisposti o il loro stato sia sconosciuto; in seguito è stata riorganizzata per formare una nuova organizzazione con i restanti membri di ITEM, SCHOOL e BLOCK. Dopo la fine della Terza Guerra Mondiale, l'organizzazione è stata sciolta.
Professore (博士?, Hakase)
Doppiato da: Ryō Sugisaki
Il Professore è l'anziano leader senza nome di MEMBER. È equipaggiato con Mimosa, un'arma contenente una lega riflettente di dimensioni microscopiche in grado di decomporre la materia organica. Ama le espressioni numeriche e trova in esse la bellezza. È consapevole dell'esistenza della magia perché uno dei suoi compagni di squadra (Xochitl) è una maga. Durante la rivolta di diverse organizzazioni del lato oscuro alla Città-Studio, il Professore viene ucciso da Teitoku quando lo affronta per il furto del Tweezers.
Xochitl
Yoshio Baba (馬場 芳郎?, Baba Yoshio)
Doppiato da: Daichi Hayashi
Yoshio Baba è un agente di MEMBER specializzato in hacking e sorveglianza. Supporta il Professore utilizzando robot a forma di animale all'interno di un rifugio di emergenza. Ha un'acuta conoscenza del poter esper dei suoi avversari e la usa a suo vantaggio nel combatterli. Nel franchise di A Certain Scientific Railgun, Yoshio tenta di ottenere una delle Sisters (Misaka 10032), ma il suo piano viene sventato da Mitsuko Kongō, Kinuho Wannai, Maaya Awatsuki e Mikoto Misaka. Durante la rivola di diverse organizzazioni del lato oscuro alla Città-Studio, assiste alla sconfitta del Professore e di Saraku e in seguito rimane intrappolato nel rifugio mentre l'area esterna viene allegata.
Saraku (査楽?, Saraku)
Doppiato da: Daisuke Takahashi
Saraku è un agente di MEMBER. È un esper di Livello 3 con un'abilità soprannominata da Accelerator Kill Point (死角移動?, Kiru Pointo, lett. "Movimento dell'angolo morto"), che gli consente di teletrasportarsi dietro il bersaglio da lui designato. Durante la rivolta di diverse organizzazioni del lato oscuro alla Città-Studio, Saraku viene sconfitto da Accelerator mentre protegge l'antenna parabolica del Distretto 23. Nel franchise di A Certain Scientific Railgun, incontra Pierce Aogami ed elogia le sue carte Indian Poker di grado S.

#### BLOCK
BLOCK (ブロック?, Burokku) è un'organizzazione con sede alla Città-Studio il cui scopo originario era quello di tenere sotto controllo il livello di cooperazione delle istituzioni amiche al di fuori della città. La sua incarnazione, vista il 9 ottobre, è stata praticamente distrutta durante gli eventi di quel giorno, nonostante sia stata confermata l'uccisione di un solo agente (Yamate), mentre gli altri erano solo indisposti o il loro stato era sconosciuto; in seguito è stata riorganizzata per formare una nuova organizzazione i restanti membri di ITEM, SCHOOL e MEMBER. Dopo la fine della Terza Guerra Mondiale, l'organizzazione è stata sciolta.
Tatsuhiko Saku (佐久 辰彦?, Saku Tatsuhiko)
Doppiato da: Ken Mizukoshi
Tatsuhiko Saku è il leader di BLOCK. Ha intenzione di portare 5000 mercenari stranieri all'interno della Città-Studio per guidarli all'attacco contro Aleister Crowley, che odia. Durante la rivolta di diverse organizzazioni del lato oscuro della città, Tatsuhiko viene reso incosciente da Megumi Teshio dopo che i due hanno discusso sul trattamento riservato agli ostaggi all'interno del Riformatorio del Distretto 10.
Megumi Teshio (手塩 恵未?, Teshio Megumi)
Doppiata da: Chitose Morinaga
Megumi Teshio è un'agente di BLOCK che in precedenza lavora come ufficiale dell'Anti-Skill. Si unisce al gruppo per scoprire se Aleister Crowley ha il controllo sul destino dei bambini nel lato oscuro, dato che simpatizza per loro. Durante la rivolta di diverse organizzazioni del lato oscuro alla Città-Studio, viene sconfitta da Awaki Musujime all'interno del riformatorio del Distretto 10, dopo che quest'ultima ha superato il trauma dell'uso della sua abilità.
Tetsumō (鉄網?, Tetsumō)
Doppiato da: Tomoko Tsuzuki
Tetsumō è un operatore di BLOCK. È un esper con un'abilità chiamata Skill Polygraph (意見解析?, Sukiru Porigurafu, lett. "Analisi dei commenti") che permette di verificare il profilo del bersaglio tenendo la sua mano. Durante la rivolta di diverse organizzazioni del lato oscuro alla Città-Studio, la mano destra di Tetsumō si brucia dopo aver tenuto per mano un agente di BLOCK che Etzali usa come diversivo per non farsi scoprire da lui.
Yamate (山手?, Yamate)
Yamate è un'agente di BLOCK. Fa parte della squadra che si infiltra nell'appartamento della direzione per impedire la fuga di notizie riguardo al piano di SCHOOL. Yamate viene poi uccisa da Etzali che usa il suo aspetto come camuffamento per infiltrarsi nel gruppo.

#### DRAGON
Aiwass (エイワス?, Eiwasu)
Doppiato da: Mitsuru Miyamoto
Aiwass è un essere misterioso basato sull'omonima voce di un'entità preterumana de il Libro della Legge, che viene evocato da Aleister Crowley, di cui un tempo era suo mentore. Viene indicato con il nome in codice DRAGON anche se Aiwass si riferisce a se stesso come una creatura simile a un angelo. Talvolta ci si riferisce a lui come forma di vita extraterrestre (地球外生命体?, Chikyūgaiseimeitai), santo angelo custode (聖守護天使?, Sei shugo tenshi) e la vera persona che detiene i segreti delle moderne organizzazioni magiche occidentali (近代西洋魔術結杜群におけるシークレットチーフの真なる者?, Kindai seiyō majutsu yui mori-gun ni okeru shīkurettochīfu no shin'naru mono). Giudica le cose in base al loro valore, a differenza di Aleister che le giudica in base alla loro efficienza. Aiwass si manifesta davanti ad Accelerator e i due si scontrano. In seguito gli accenna a un metodo per salvare Last Order trovando Index in Russia. Durante la Terza Guerra Mondiale, Aiwass espande il campo di diffusione dell'AIM in Russia con l'assistenza del Misaka Network e incarica Hyōka Kazakiri di trattenere l'Arcangelo Gabriele.

#### Freshmen
Freshmen (新入生?, Shin'nyusei, lett. "Matricole") è un'organizzazione del lato oscuro della Città-Studio creata per sconfiggere gli ultimi intrusi della città.
Umidori Kuroyoru (黒夜 海鳥?, Kuroyoru Umidori)
Doppiata da: Anzu Haruno
Umidori Kuroyoru è un'operatrice di Freshmen e una cavia del Progetto Dark May. È una cyborg e un esper di Livello 4 con un'abilità chiamata Bomber Lance (窒素爆槍?, Bombā Ransu, lett. "Lancia a bomba di azoto") che le permette di produrre lance all'azoto dalle mani. Viene sempre vista indossare abiti da gothic lolita con un cappotto bianco appeso alla testa.
Silvercross Alpha (シルバークロース＝アルファ?, Shirubākurōsu Arufa)
Doppiato da: Kōhei Amasaki
Un membro di Freshmen. Dopo aver svolto alcuni lavori alla Città-Studio, si è affiliato all'organizzazione Freshmen, dove è divenuto un subordinato di Umidori Kuroyoru ed è stato coinvolto nel piano per eliminare Accelerator e Hamazura Shiage.

### Famiglia Kihara
La famiglia Kihara è uno dei più grandi gruppi di scienziati che lavorato per il lato oscuro della Città-Studio e i precursori degli esperimenti umani più contorti. Di conseguenza, molti di loro, se non la maggior parte, sono scienziato molto influenti, con incarichi di alto livello in diverse organizzazioni della Città-Studio. La famiglia Kihara è una forza antagonista ricorrente nella serie.

#### Amata Kihara
Amata Kihara (木原 数多?, Kihara Amata) è un ricercatore e il capo degli Hound Dog, un gruppo sotto il comando di Aleister Crowley. In passato è stato anche il mentore di Accelerator l'esper più forte della Città-Studio. Amata è il principale antagonista del lato scientifico durante l'arco d'invasione della Città-Studio e uno dei due antagonisti principali di quest'arco. Gli viene ordinato da Aleister di catturare Last Order e durante la cattura si scontra con Accelerator con cui ha la meglio. Dopo la comparsa dell'angelo sulla Città-Studio, inizia un secondo scontro con Accelerator deciso a salvare Last Order e dopo un duro combattimento Amata viene ucciso da quest'ultimo. È doppiato da Keiji Fujiwara.
Gensei Kihara (木原 幻生?, Kihara Gensei)
Doppiato da: Binbin Takaoka
Gensei Kihara è un anziano scienziato specializzato in neurologia e l'antagonista introdotto nel franchise di A Certain Scientific Railgun. È il superiore di Harumi Kiyama che conduce l'esperimento disumano che coinvolge i suoi studenti Child Error, causando il loro coma. La sua ricerca sui cristalli del corpo continua più avanti nella serie, quando coinvolge Mikoto Misaka nel suo esperimento che la trasformerò in un esper di Livello 6. Il suo piano viene però sventato dagli sforzi congiunti di Toma Kamijo, Misaki Shokuhō, Gunha Sogīta, Kuroko Shirai, Kazari Uiharu e Ruiko Saten. Il suo stato attuale è sconosciuto dopo essere stato sconfitto da Misaki all'interno dell'edificio Exterior.
Therestina Kihara Lifeline (テレスティーナ・木原・ライフライン?, Teresutīna Kihara Raifurain)
Doppiata da: Sayaka Ōhara
Therestina Kihara Lifeline è la nipote di Gensei, che usa come prima cavia per le sue ricerche sui cristalli del corpo, e la leader dell'unità SAR della Città-Studio chiamata "Multi Active Rescue" (MAR). La si vede portare con sé un tubo cilindrico di caramelle che usa quando gioca agli indovinelli con gli altri ed è nota per la sua esclusiva tuta potenziata mimetizzata HsPS-15 di colore rosa. Therestina il MAR nelle indagini sugli incidenti legati al Poltergeist insieme all'Anti-Skill e a Judgement. In seguito, inganna Mikoto Misaka e Harumi Kiyama e le permette di prendere sotto la sua custodia gli studenti in coma di quest'ultima, con l'obiettivo di usarli come cavie per l'esperimento sui cristalli del corpo che renderà Eri Haruee un esper di Livello 6. Il suo piano viene sventato da Mikoto Misaka e dalle sue amiche e in seguito viene arrestata dall'Anti-Skill.
Byōri Kihara (木原病理?, Kihara Byōri)
Byōri Kihara è un personaggio introdotto in Shinyaku: To aru majutsu no Index nonché uno dei membri femminili della famiglia Kihara che ha ricevuto l'ordine della Città-Studio di attaccare la città Baggage e distruggere il torneo Natural Selector organizzato da Science Guardian dell'Anti-Città-Studio. Si finge in maniera umile di essere costretta su una sedia a rotelle per realizzare i suoi scopi.
Ransū Kihara (木原乱数?, Kihara Ransū)
Ransū Kihara è un personaggio introdotto in Shinyaku: To aru majutsu no Index come parte della famigerata famiglia Kihara. Con due suoi parenti, viene invitato a distruggere Baggage City e il torneo Natural Selector.
Enshū Kihara (木原円周?, Kihara Enshū)
Enshū è un personaggio introdotto in Shinyaku: To aru majutsu no Index come membro della famiglia Kihara. Nonostante sia indicata una persona non qualificabile come Kihara, risulta essere il membro più sorprendente della famiglia introdotto durante l'attacco della Città-Studio a Baggage City. È il membro più attivo e pericoloso durante l'assalto.
Yuītsu Kihara (木原唯一?, Kihara Yuītsu)
Doppiata da: Mai Nakahara
Yuītsu Kihara è la negoziatrice inviata a Baggage City dalla Città-Studio per trattare con Science Guardian e una ricercatrice responsabile di aver influenzato Hisako Yakumi nello sviluppo del progetto Agitate Halation. La si vede sempre prendersi cura di Nōkan Kihara, a cui si rivolge come "sensei". Yuitsu nutre rancore nei confronti di Kakeru Kamisato dopo aver appreso del suo coinvolgimento nella morte di Nōkan, che ha causato gli attacchi di Elements in tutta la Città-Studio. Il suo destino diventa sconosciuta quando la fazione Kamisato, da lei controllata, le si rivolta contro dopo che Tōma Kamijō, Fran Karasuma e Luca hanno salvato Kakeru dal suo esilio.
Nayuta Kihara (木原 那由他?, Kihara Nayuta)
Nayuta Kihara viene introdotta nella mini light novel Toaru jihanki no Fanfare di Ryōgo Narita come nipote di Gensei e membro della filiale 49 di Judgment. È un cyborg nonostante abbia l'aspetto di una normale bambina delle elementari in quanto il nonno fa esperimenti su di lei, e un esper con un'abilità che le permette di vedere e sentire il flusso dei campi di diffusione AIM. Nayuta è una delle Kihara che si occupano dei Child Error, in quanto è amica degli studenti di Harumi Kiyama e dona i soldi guadagnati con gli esperimenti a cui ha partecipato alle strutture dei Child Error, tra cui Asunaro Park.
Kagun Kihara

## Organizzazioni magiche

### Organizzazioni inglesi

#### Necessarius
La branca segreta magica della Chiesa Anglicana. Ufficialmente chiamata la "Chiesa del Male Necessario", l'organizzazione fu portata avanti dai Puritani che disprezzano l'uso della magia in Inghilterra e hanno cercato di distruggerlo utilizzando la magia stessa prima di abbandonare la loro posizione anti-magica e la magia di supporto. Ufficialmente Necessarius è sotto l'autorità dell'arcivescovo di Canterbury ma l'attuale leader di Necessarius è anche l'arcivescovo che controlla ora la Chiesa Anglicana. Come uno dei tre poteri magici di Britannia, Necessarius rappresenta la comunità magica religiosa. Necessarius è attualmente comandata dallo stesso Arcivescovo della Chiesa Anglicana, Laura Stuart.
Laura Stuart (ローラ＝スチュアート?, Rōra Suchuāto)
Doppiata da: Ayako Kawasumi
È l'arcivescovo della Chiesa Anglicana e il leader di Necessarius. Nonostante sia alla guida della chiesa d'Inghilterra, appare come una ragazza diciottenne dai lunghi capelli biondi; a parte questo, ogni altro dettaglio che la riguarda è sconosciuto. Parla un giapponese divertente, insegnatole su gentile concessione da Tsuchimikado. Potrebbe sembrare semplice e irresponsabile, ma dietro il suo sorriso si nasconde un personaggio freddo e calcolatore: Stiyl osserva infatti che per tante azioni buone compiute, ne ha fatte altrettante cattive. Adora fare il bagno e ha una collezione dei più recenti accessori da bagno provenienti dalla Città-Studio. Successivamente si scopre che Laura è immortale e ciò lo dimostra il suo aspetto, il quale non è mai cambiato da quando ci fu lo scioglimento del Parlamento Britannico dieci anni prima degli avvenimenti della serie; Laura potrebbe inoltre essere il più potente mago presente in Gran Bretagna.
Stiyl Magnus (ステイル＝マグヌス?, Suteiru Magunusu)
Doppiato da: Kishō Taniyama
Un accanito fumatore e mago di Necessarius. Il suo nome magico è "Fortis931", "Dimostro la ragione per cui il mio nome è il più forte qui" (我が名が最強である理由をここに証明する?, Waga na ga saikyō de aru riyū o koko ni shōmei suru). È specializzato nell'utilizzo delle rune per invocare il suo potere di controllare le fiamme, oltre all'abilità di poter utilizzare una spada fatta di fiamme e una creatura formata da fiamme elementari alla temperatura di 3000 gradi celsius chiamata Innocentius (魔女狩りの王?, Majokari no ō, lett. "Re della caccia alle streghe"), in modo da poter combattere i suoi nemici. Stiyl appare come un uomo vestito con una lunga tunica nera e con lunghi capelli rossi, e un'immagine simile ad un codice a barre è tatuata sulla sua guancia destra. Nonostante il suo aspetto, ha quattordici anni ed è fisicamente debole a causa dell'enorme potere di Innocentius che lo indebolisce. Anche se è irascibile, ha una personalità gentile e si prende molta cura di Index, al punto da rendere il suo fallimento nel salvarla dal suo destino che la costringe a perdere la memoria ogni anno la sua più grande disfatta. Quando scopre che la Chiesa ha mentito a lui e a Kaori riguardo alle condizioni di Index, Stiyl decide di disobbedire all'ordine di cattura di Index e di permetterle di vivere una vita sua. Nonostante tutto questo, rimane membro di Necessarius e diventa l'assistente dell'Arcivescovo di Necessarius.
Sherry Cromwell (シェリー＝クロムウェル?, Sherī Kuromuweru)
Doppiata da: Akeno Watanabe
Sherry è un membro di Necessarius e il capo dell'Accademia Reale delle Arti. Il suo nome di stregoneria è Intimus115, "Offro tutto al mio amico perduto" (我が身の全ては亡き友のために?, Waga mi no subete wa naki tomo no tame ni), e le sue abilità magiche si bano sugli idoli della Cabala, che utilizzavano gesso o pastello a olio per evocare un golem chiamato Golem Ellis (ゴーレム＝エリス?, Gōremu Erisu). È nota per la sua pelle scura e i suoi capelli biondi e la si vede indossare un abito nero da gothic lolita. Sherry viene introdotta come antagonista nel sesto volume della serie di light novel di A Certain Magical Index, quando si infiltra alla Città-Studio con l'intenzione di attaccare una persone importante per la Città-Studio o per Necessarius, in modo da scatenare una guerra tra la scienza e la magia. Durante il combattimento con Tōma, Sherry rivela che il motivo del suo attacco è dovuto a un esperimento condotto in passato dalla Chiesa d'Inghilterra e dalla Città-Studio per creare un ibrido mago-esper, che ha portato alla morte del suo amico esper di nome Ellis. In seguito viene sconfitta da Tōma. Nell'arco narrativo del festival studentesco, Sherry viene messa agli arresti domiciliare dall'arcivescovo e diventa un'improbabile amica di Orsola mentre cercano informazioni sulla Croce di Pietro nella British Library. Nell'arco narrativo di Acqua del Retro, Sherry tiene una conferenza sull'araldica all'Accademia Reale delle Arti quando riceve una telefonata da Orsola sulla storia di Acqua. La sua conoscenza degli stemmi aiuta a svelare l'identità di Acqua, che si rivela essere William Orwell. Nell'arco narrativo della famiglia reale britannica, Sherry è fuori controlla e inizia ad attaccare i Cavalieri d'Inghilterra evocando il Golem Elis, ma poi si calma dopo che Oriana l'ha aiutata a recuperare i sensi. Assiste poi Tōma e Kaori nella loro lotta contro Carissa a Buckingham Palace. Sherry riappare nella serie Shinyaku: To aru majutsu no Index, quando contatta Kaori riguardo al piano di intercettazione del castello di radiosonde. Nell'arco narrativo di Othinus la divinità magica, lavora con Orsola nella British Library per fornire informazioni e analisi all'Alleanza Anti-GREMLIN e alla forza d'invasione inviata ad attaccare la base di GREMLIN a Sargasso, vicino all'Islanda.
Orsola Aquinas (オルソラ＝アクィナス?, Orusora Akwinasu)
Doppiata da: Aya Endō
Orsola è un'ex suora cattolica romana che risiedeva a Chioggia, in Italia. Si è specializzata nella predicazione del Vangelo nei Paesi pagani e nella decodifica dei codici scritti. Il suo contribuito alla predicazione del cristianesimo le fa guadagnare una chiesa che porta il suo nome in Giappone. Orsola diventa un bersaglio della Chiesa cattolica dopo aver trovato pericolosa la sua presunta abilità nel codificare il Libro della Legge. Nell'arco narrativo dedicatole viene salvata da Tōma e dai suoi amici perché perseguitata dalle Forze di Agnese. Nel'arco narrativo del festival studentesco, Orsola collabora con Sherry per raccogliere dettagli riguardanti la Croce di Pietro e contratta Tōma e Motoharu per condividere le sue informazioni sul manufatto. Nell'arco narrativo della regina dell'Adriatico, Orsola invita Tōma e Index nella sua casa a Chioggia mentre si prepara a trasferirsi a Londra. Orsola e Tōma salgono accidentalmente a bordo di una nave della Flotta della regina, dove trova Agnese. In seguito la aiuta a salvarsi dalle grinfie di Biagio. Nell'arco narrativo di Acqua del Retro, Orsola si trova alla British Library per trovare informazioni su Acqua e decide di chiedere aiuto a Sherry. In seguito chiama Saiji per affidarsi alle informazioni raccolte su Acqua. Durante il British Halloween, Orsola incontra Tōma e Lessar, che è ferita, e mentre cura le sue ferite, gli dice di dirigersi verso la stazione di Waterloo per utilizzare la linea Eurostar che lo avrebbe portato a Folkestone dove si trova Index. Nella serie Shinyaku: To aru majutsu no Index, Orsola si sente impotente durante l'invasione di Londra da parte degli Hazards di Crowley e si offre di maneggiare un oggetto spirituale della Divine Mixture chiamato "Isis-Demeter". Inizia ad attaccare Tōma, ma viene salvata da quest'ultimo dopo che le sue parole sui benefici di un approccio non violento le sono state correttamente trasmesse. Orsola viene vista per l'ultimo volta nell'arco narrativo di Kamijō, quando si unisce alla festa al Castello di Windsor per la vittoria su Coronzon e viene mostrata ubriaca.
Index
Motoharu Tsuchimikado

#### Chiesa Cattolica di Amakusa
Kaori Kanzaki (神崎かおり?, Kanzaki Kaori)
È anche lei una maga appartenente alla Chiesa Puritana Inglese, compagnia di Stiyl e membro di Necessarius. Anche lei viene inizialmente presentata come una nemica, decisa ad impadronirsi dei Grimori, ma poi rivelata come una cara e vecchia amica di Index, la quale non si ricorda a causa del sigillo. Prima di diventare una maga era la sacerdotessa della Chiesa di Akamusa. Il suo nome magico è Salvare000.
Saiji Tatemiya (建宮 斎字?, Tatemiya Saiji)
Doppiato da: Kōsuke Toriumi
Saiji è il sostituto pontefice di Amakusa nel periodo in cui Kaori è membro di Necessarius.
Itsuwa (五和?)
Doppiata da: Ai Kayano
Una ragazza di Amakusa. Originariamente introdotta nell'undicesimo romanzo, fa una prima apparizione nell'episodio dell'anime Il Libro della Legge della seconda stagione, basato sull'inizio del settimo romanzo. Nell'undicesimo romanzo, si innamora di Tōma dopo il loro primo incontro, affermando che è stato amore a prima vista, ma l'anime suggerisce che si sia innamorata di lui molto prima, durante l'incidente di Orsola nel settimo romanzo. Tuttavia, a causa della sua timidezza, non è in grado di dirgli correttamente ciò che prova. Nonostante ciò, spera di attirare l'attenzione di Tōma, pur sapendo che anche la sua senpai e superiore Kaori è innamorata di lui. Ha accompagnata Tōma e i suoi amici in più di un'occasione, viaggiando con lui anche in Italia, Francia e Gran Bretagna. Durante gli eventi del sedicesimo romanzo, diventa la sua guardia del corpo e custode. Quando Acqua attacca per la prima volta la Città-Studio, non riesce a proteggere Tōma e cerca di guarirlo con la magia, ma senza successo a causa del suo Imagine Breaker. Dopo che Tōma viene mandato all'ospedale, si dispera per non essere riuscita a proteggerlo, ma Saiji la rimprovera e le dice di reagire e di concentrarsi sul combattimento con Acqua se vuole proteggerlo. Durante la rivincita degli Amakusa contro Acqua, Itsuwa mostra improvvisamente un cambiamento di personalità, diventando furiosa ma in maniera controllata e cambia persino il modo di parlare. In quella battaglia esegue l'incantesimo "Saint Destroyer", ferendo Acqua e facendogli perdere l'incantesimo "Misericordia della Madre Divina" che gli permette di sconfiggerlo. La sua arma è una friulana friulana che, aggiungendo strati di magia di rinforzo, si trasforma nel simbolo di un "Albero dei Mille Anni", che simboleggia la crescita delle piante e rende alcuni incantesimi più potenti nel tempo. Può anche eseguire il Nanasen (七閃? lett. "Sette lampi") manipolando la lancia e i fili d'acciaio proprio come Kaori.
Isahaya (諫早?)
Doppiato da: Kōichi Sōma
Isahaya è un vecchio membro della Chiesa di Amakusa.
Ushibuka (牛深?)
Doppiato da: Masaki Nakanishi
Ushibuka è un membro della Chiesa di Amakusa.
Tsushima (対馬?)
Doppiata da: Eri Yukimura
Tsushima è un membro della Chiesa di Amakusa.
Nomozaki (野母崎?)
Doppiato da: Hinata Tadokoro
Nomozaki è un membro sposato della Chiesa di Amakusa.
Kōyagi (香焼?)
Doppiato da: Takeru Kikuchi
Kōyagi è un giovane membro della Chiesa di Amakusa.

#### Forze di Agnese
Un gruppo di oltre 250 suore combattenti cattoliche che sono abili nella magia e nel combattimento.
Agnese Sanctis (アニェーゼ＝サンクティス?, Anyēze Sankutisu)
Doppiata da: Rie Kugimiya
Agnese è il capo delle Forze di Agnese. Brandisce un bastone chiamato "Lotus Wand" che può infliggere qualsiasi danno all'avversario danneggiando anche l'arma. Ha lunghi capelli rossi intrecciati e indossa delle pianelle per compensare la sua piccola statura. Nell'arco narrativo del salvataggio di Orsola Aquinas, Agnese e le sue forze aiutano Necessarius nella ricerca di Orsola e del Libro della Legge. Dopo che le Forze di Agnese sono riuscite a salvare la suora cattolica scomparsa, Agnese tortura Orsola all'interno della chiesa di quest'ultima, ma viene sconfitta da Tōma. Nell'arco narrativo della regina dell'Adriatico, Agnese si imbarca sulla flotta della regina dell'Adriatico per fungere da pedina sacrificale per l'attivazione dell'incantesimo Rosario del tempo fissato che avrebbe permesso alla nave ammiraglia di distruggere la Città-Studio. In seguito viene salvata da Orsola. Agnese si unisce poi a Necessarius, ma cerca di riallacciare i rapporto con la Chiesa cattolica.
Lucia (ルチア?, Ruchia)
Doppiata da: Mariya Ise
Lucia è un membro delle Forze di Agnese. È una donna alta, con lunghi capelli biondi e occhi azzurri. Ha un carattere serio e non ama molto i non cattolici. Lucia usa una grande ruota da carro chiamata "Ruota di Caterina", basata sulla leggenda di Santa Caterina d'Alessandria, che può esplodere in schegge che feriscono i suoi avversari e ritornare alla sua forma originale.
Angelene (アンジェレネ?, Anjerene)
Doppiata da: Azusa Kataoka
Angelene è un membro delle Forze di Agnese e compagnia di Lucia. È leggermente più bassa della compagna e ha lunghi capelli intrecciati color miele. A differenza di Lucia, sembra essere piuttosto timida, anche se la sua personalità a volte può essere infantile e tende ad arrabbiarsi. È molto golosa di vari dolci e bevande. La sua magia si avvale di quattro sacchetti di monete appesi alla vita, in riferimento alla posizione dell'apostolo Matteo come esattore delle tasse, che può trasformare in quattro elementi (aria, terra, fuoco e acqua) e lanciare come proiettili ai suoi avversari. Durante la sua infanzia, Angelene viene abbandonata dai suoi genitori mentre si trova in Francia, ma in seguito viene presa in custodia dalla Chiesa cattolica, dove diventa una suora in formazione.

#### Famiglia reale inglese
Elizard (エリザード?, Erizādo)
Doppiata da: Yōko Sōmi
Elizard è l'attuale regina regnante del Regno Unito. Impugna una spada cerimoniale chiamata "Curtana Second" che le ha permesso di ricevere il potere angelico dell'Arcangelo Michele.
Riméa (リメエア?, Rimeea)
Doppiata da: Mari Hino
Riméa è la figlia maggiore di Elizard e la prima principessa della famiglia reale britannica. Ha capelli neri lunghi fino alle spalle e porta un monocolo sull'occhio sinistro. Pur essendo molto intelligente, Riméa è estremamente cauta e non si fida di nessuno che la identifichi come principessa. Prima degli eventi della rivoluzione inglese chiamata "British Halloween", Riméa non si unisce a Carissa nelle indagini sul bombardamento dell'Eurotunnel e probabilmente si nasconde a Londra o in una città vicina. In seguito osserva da lontano la battaglia che si svolge a Buckingham Palace e viene a conoscenza dei vari piani di Carissa. Utilizza quindi un incantesimo di comunicazione per supplicare le persone presenti a palazzo di salvare Carissa. Riméa ritorna in Shinyaku: To aru majutsu no Index, durante l'invasione di Londra da parte degli Hazard di Crowley. Riméa e il resto della famiglia reale britannica (tranne Carissa) vengono evacuati da Londra per rifugiarsi in Scozia attraverso le carrozze reali. La donna brandisce la Curtana Lost verso Samuel Liddell che attacca il convoglio. Nell'arco narrativo di Kamijō, Riméa assiste Tōma nell'infiltrazione nel Castello di Windsor, dove affronta il suo Doppelgänger.
Carissa (キャーリサ?, Kyārisa)
Doppiata da: Kei Shindō
Carissa è la seconda figlia di Elizard e la seconda principessa della famiglia reale britannica. Indossa sempre un abito rosso con guanti rossi e una corona d'oro .Carissa possiede un'impressionante conoscenza della strategia e della tattica militare. Nell'arco narrativo della famiglia reale britannica, organizza un colpo di stato insieme ai Cavalieri d'Inghilterra contro la monarchia per spostare l'equilibrio del potere dalla crescente influenza della Chiesa cattolica in tutta Europa. In seguito viene sconfitta da Tōma e la sua Curtana Original viene distrutta. Nell'arco narrativo della Terza Guerra Mondiale, Carissa guida le forze militari britanniche nello Stretto di Dover contro la Fanciulla di Versailles e le sue forze francesi. In seguito collabora con lei per contrastare l'improvvisa apparizione dell'Arcangelo Gabriele, dopodiché le due lottano contro di lui fino a quando Carissa non lo costringe a ritirarsi facendo lanciare molteplici missili terra-aria verso la Stella di Betlemme. In Shinyaku: To aru majutsu no Index, Carissa si fa imprigionare volontariamente nella Torre di Londra per il ruolo che ha assunto durante il British Halloween, ma viene temporaneamente liberata per aiutare il Regno Unito e i suoi alleati a sconfiggere GREMLIN. In seguito arriva in Danimarca per catturare Tōma e attaccare Othinus quando questi si allea improvvisamente con la divinità magica. Durante l'invasione di Londra da parte degli Hazard di Crowley, Carissa rimane imprigionata nella Torre di Londra e dà consigli a Orsola su come determinare se un prigioniero si traveste da una delle guardie della prigione.
Villian (ヴィリアン?, Virian)
Doppiata da: Sayaka Harada
Villian è la figlia minore di Elizard e la terza principessa della famiglia reale britannica. È una giovane donna timida ma benevola, tanto da diventare il volto pubblico della famiglia reale ed essere utilizzata per matrimoni politici. Nell'arco narrativo della famiglia reale britannica, Villian si arrabbia per il piano di Carissa che prevede di utilizzare le forze militari per risolvere la crisi del Paese. Viene catturata da Carissa e sta per essere decapitata ma viene salvata da Acqua. In seguito si unisce a Tōma e Index nella loro missione di sovraccaricare la Curtana Original per poter iniziare il contrattacco contro Carissa. In Shinyaku: To aru majutsu no Index, Villiam è presente durante il caos nel Castello di Windsor e incontra Accelerator, che ha recentemente sconfitto Elizard, per mettere al sicuro sua madre.

#### Cavalieri di Inghilterra
Knight Leader (騎士団長?, Naito Rīdā, "Cavaliere comandante")
Doppiato da: Takehito Koyasu
Il Knight Leader è il titolo che detiene l'attuale senza nome dei Cavalieri d'Inghilterra. È un abile spadaccino dotato di una spada rosso scuro chiamata "Hrunting" e il suo incantesimo difensivo è noto come Incantesimo di Thororm (ソーロルムの術式?, Sōrorumu no jutsushiki, lett. "Formula della tecnica di Thororm") che gli permette di azzerare il valore offensivo di qualsiasi arma magica o scientifica. Ha mostrato interesse per Kaori, corteggiandola e portandole un bouquet per invitarla a un ballo. Nell'arco narrativo della famiglia reale britannica, il Knight Leader e il resto dei Cavalieri d'Inghilterra si schierano con Carissa quando questa organizza un colpo di stato contro la monarchia. In seguito sconfitte Kaori a Folkestone grazie all'aumento di potere conferitogli dalla Curtana Original di Carissa. Mentre si prepara a decapitare un nemico catturato, il Knight Leader viene affrontato da Acqua, che arriva improvvisamente e interrompe l'esecuzione, e viene sconfitto dalle sue tattiche mercenarie. In seguito si unisce alla resiste nella battaglia a Buckingham Palace per fermare Carissa. In Shinyaku: To aru majutsu no Index, il Knight Leader non viene incarcerato per il suo ruolo nel British Halloween e non mostra la volontà di imprigionarsi volontariamente a causa di circostanze sconosciute che doveva prima risolvere. Entra a far parte della forza d'invasione inviata ad attaccare la base di GREMLIN a Sargasso. Dopo essere sopravvissuto al bombardamento di Sargaso, il Knight Leader si unisce a Kaori, Carissa e Acqua in Danimarca per catturare Tōma e attaccare Othinus. Nell'arco narrativo di Coronzon, collabora con Kaori per combattere Aleister (nella sua forma femminile) dopo che questi è entrato a Londra quando è caduta l'ultima barriera della fortezza di Londra.

#### New Light
Bayloupe (ベイロープ?, Beirōpu)
Doppiata da: Natsumi Fujiwara
Bayloupe è il leader di New Light e il più anziano del gruppo. Il suo accessorio spirituale è costituito da apparecchi acustici dietro le orecchie con due oggetti simili a tubi sottovuoto che fuoriescono da ciascuno di essi, chiamati "Gjallarhorn", che le permettono di incorporare la sua saggezza nel Guanto d'acciaio in modo da poter utilizzare parzialmente l'attributo del tuono di Thor. Nell'arco narrativo della famiglia reale britannica, Bayloupe sottomette Itsuwa nella piattaforma di una stazione ferroviaria sotterranea, ma in seguito viene sconfitta da quest'ultima quando soccombe alle trappole del tunnel che si rivela essere una struttura off-limit di Necessarius.
Lessar (レッサー?, Ressā)
Doppiata da: Yūki Takada
Lessar è il membro più importante di New Light nella serie di light novel A Certain Magical Index e nel suo seguito. Il suo accessorio spirituale è una coda da drago sotto la gonna, che le permette di stare in equilibrio a mezz'aria. Lessar mostra patriottismo nei confronti del Regno Unito e fa tutto il necessario per far si che Tōma collabori con New Light per il bene del Paese, come sedurlo. Nell'arco narrativo della famiglia reale britannica, Lessar viene inseguita da Tōma e Oriana, che in seguito la mettono alle strette. Successivamente viene ferita da un colpo di una freccia magica chiamata "Robin Hood". Lessar rivela loro che New Light è stata ingaggiata per trovare la Curtana Original e consegnarla a Carissa. Lessar viene curata da Orsola quando Tōma la porta nel dormitorio femminile di Necessarius. Nell'arco narrativo della Terza Guerra Mondiale, Lessar accompagna Tōma in Russia e tenta di sedurlo durante il viaggio. Aiuta Sasha a interrompere il controllo di Fiamma sulla Stella di Betlemme e dice a Tōma di lasciare il posto il prima possibile prima di fuggire. In Shinyaku: To aru majutsu no Index, Lessar riceve informazioni sul ritorno di Tōma alla Città-Studio con l'aiuto di Leivinia. Si irrita perché i suoi sforzi nel sedurre il ragazzo vengono vanificati e dice a Lancis di sostituirla nel filtrare con Tōma. Nell'arco narrativo di Othinus la divinità magica, Lessar e Leivinia visitano il dormitorio di Tōma per cercare la sua Imagine Breaker per distruggere Gungnir. Verso la fine dell'arco narrativo, Lessar assiste da lontano alla conclusione del viaggio di Tōma e Othinus in Danimarca, dove la divinità magica diventerà in seguito una fata di 15 centimetri. Nell'arco narrativo di Coronzon, Lessar e Leivinia ricevono l'ordine di trasportare un oggetto spirituale della Miscela Divina chiamato "Wadjet-Leto" al British Museum. Appare un'ultima volta in Shinyaku: To aru majutsu no Index, dove insieme a Leivinia indaga sull'improvvisa ascesa della R&C Occultics.
Floris (フロリス?, Furorisu)
Doppiata da: Minori Suzuki
Floris è un membro di New Light. Il suo accessorio spirituale sono delle piccole ali simili a quelle di un drago sulla schiena, che la aiutano a compensare la sua velocità di caduta. Nell'arco narrativo della famiglia reale britannica, Floris viene catturata e legata con delle catene dai Cavalieri d'Inghilterra che la portano su un treno con l'intento di ucciderla in seguito. Tōma, che era salito a bordo per dirigersi a Folkestone, la libera ma vengono scoperti dai Cavalieri d'Inghilterra. I due saltano giù dal treno per sfuggire alle guardie e Floris salva entrambi con le sue ali e finiscono per fluttuare su un fiume vicino, dove vengono trovati da un esploratore cattolico di Amakusa. La ragazza si arrabbia con Tōma perché pensa che lui l'abbia riportata di proposito dagli Amakusa che l'avevano sconfitta in precedenza, così da quel momento inizia a nutrire del rancore nei suoi confronti.
Lancis (ランシス?, Ranshisu)
Doppiata da: Rui Tanabe
Lancis è un membro di New Light. Il suo accessorio spirituale è costituto da artigli simili a quelli di un drago che porta alle dita. Ha una strana condizione magica che le provoca una sensazione di solletico quando usa il potere magico. Nell'arco narrativo della famiglia reale britannica, Lancis tiene la valigia che conteneva la Curtana Original e si posiziona a 30 kim a nord di Londra. Mentre le sue compagne vengono catturare, lei riesce a consegnare il manufatto al Knight Leader.

### Chiesa Cattolica Romana
La Chiesa Cattolica Romana, o semplicemente Chiesa cattolica, è la più grande organizzazione cristiana del mondo, che vanta un numero di 2 miliardi di fedeli, sparsi in 113 paesi. È una delle tre maggiori potenze cristiane, insieme alla Chiesa anglicana e alla Chiesa ortodossa russa. La sede principale si trova a Roma nel Vaticano.
Matthai Reese (マタイ＝リース?, Matai Rīsu)
Doppiato da: Masafumi Kimura
Matthai Reese è un Papa della Chiesa cattolica. Quando il mondo magico scopre l'esistenza di Tōma e del potere della sua mano destra, viene convinto da Fiamma a dichiararlo nemico del mondo ed eretico da eliminare. Quando in seguito viene a conoscenza dell'inganno di Fiamma, Matthai viene improvvisamente attaccato dal suo potente incantesimo che potrebbe distrugger la Città del Vaticano, ma devia l'incantesimo su se stesso per salvare la città. In seguito viene ricoverato in ospedale e riesce a riprendersi dalle ferite. Matthai seda quindi la rivolta a Roma e riprende la guida della Chiesa dai vescovi che hanno sostenuto Fiamma. Viene contattato da Vasilisa per collaborare alla caduta della Stelle di Betlemme. Si dimette dalla sua posizione dopo la Terza Guerra Mondiale.
Pietro Yogdis (ペテロ＝ヨグディス?, Petero Yogudisu)
Doppiato da: Shinnosuke Ogami
Pietro Yogdis è un cardinale che aspirava alla posizione di Papa, che ha in seguito ottenuto alla fine della Terza Guerra Mondiale, anche se si è ritrovato con una Chiesa cattolica indebolita. In seguito succedette a Matthai Reese come Papa della Chiesa cattolica, anche se dopo la guerra ha dimostrato di essere diventato una persona molto più nobile rispetto al passato.
Aureolus Izzard (アウレオルス＝イザード?, Aureorusu Izādo)
Doppiato da: Tomokazu Sugita
Aureolus Izzard è un alchimista diciottenne e un mago della Chiesa cattolica che ha tradito l'organizzazione. Il suo nome da stregone è Honos628, "Il mio onore è per il mondo" (我が名誉は世界のために?, Waga meiyo wa sekai no tame ni). Aureolus possiede una potente forma di alchimia chiamata Ars Magna (黄金練成?, Arusu Maguna, lett. "Formazione d'oro") che gli permette di trasformare i suoi pensieri in realtà pronunciandoli a parole. La sua capacità dipende fortemente dalle sue convinzioni e dal suo stato d'animo, più dubita, più l'incantesimo si indebolisce fino a non attivarsi affatto. Nell'arco narrativo Deep Blood, Aureolus rivela di essere stato l'ex partner di Index tre anni prima e di essere rimasto sconvolto dopo aver appreso della cancellazione forzata della memoria della giovane suora per salvarle la vita. Alla fine collabora con Aisa per evitare che Index cancelli annualmente i suoi ricordi e usa i suoi poteri per attirare e catturare un vampiro in modo da poterli usare come metodo per trasformare Index in un vampiro, cosa che la aiuterebbe a superare la sua aspettativa di vita. Quando viene a conoscenza del salvataggio della vita di Index da parte di Tōma, Aureolus  si fa rabbiosamente nemico di tutti, ma viene fermato da Tōma che usa il suo Imagine Breaker contro il suo potere, cosa che lo porta alla follia. Per pietà, Stiyl cambia l'aspetto di Aureolus in modo che la Chiesa cattolica non possa catturarlo e punirlo.
Lidvia Lorenzetti (リドヴィア＝ロレンツェッティ?, Ridovia Rorentsetti)
Doppiata da: Rei Sakuma
Lidvia è una suora cattolica e una radicale della Chiesa cattolica nota come "Mardi Grass". Può convertire le persone al cristianesimo indipendentemente dal loro status sociale: criminali, non credenti o altri maghi che non hanno alcun legame con la Chiesa cattolica. Nell'arco narrativo del festival studentesco, Lidvia tenta di convertire la popolazione della Città-Studio in cattolici usando un artefatto chiamato Croce di Pietro, ma il suo piano viene sventato da Tōma, Motoharu e Stiyl, e in seguito viene catturata da Necessarius. Nell'arco narrativo del Documento di Costantino, viene imprigionata nella Torre di Londra e interrogata da Stiyl per ottenere informazioni sul Seggio alla destra di Dio.
Biagio Busoni (ビアージオ＝ブゾーニ?, Biājio Busōni)
Doppiato da: Norio Wakamoto
Biagio è un vescovo di mezza età della Chiesa cattolica e un mago specializzato in poteri incrociati. Nell'arco narrativo della regina dell'Adriatico, comanda la mobilitazione dell'arma magica della Chiesa cattolica chiamata "La regina dell'Adriatico" per annientare la Città-Studio dopo che Lidvia ha fallito la sua missione. Il suo piano viene sconvolto quando i cattolici di Amakusa attaccano la flotta e viene poi sconfitto da Tōma. Nell'arco narrativo del Documento di Costantino, Biagio è imprigionato nella Torre di Londra e ascolta Lidvia che fornisce informazioni a Stiyl sul Seggio alla destra di Dio.

#### Seggio alla destra di Dio
Vento del Fronte (前方のヴェント?, Zenpō no Vento)
Doppiata da: Akiko Hiramatsu
Vento è un membro femminile del Seggio alla destra di Dio benedetto, benedeto con la natura della "Fiamma di Dio" e allineato con l'Arcangelo Uriel. Utilizza un incantesimo di soppressione chiamato Punizione divina (天罰術式?, Tembatsu jutsushiki, lett. "Arti della dannazione") che può rendere incoscienti le persone che hanno cattive intenzioni nei suoi confronti e brandisce un martello spinato che rappresenta il martello usato per inchiodare il figlio di Dio. Il suo volto è pesantemente trafitto e truccato. Durante la sua infanzia, Vento visita un parco divertimenti con il fratello, che muore in un incidente all'interno del parco; cresce quindi con un profondo odio per la scienza e la tecnologia. Nell'arco narrativo dell'invasione della Città-Studio, Vento invade la Città-Studio e crea scompiglio per uccidere Tōma, ma fallisce a causa dell'intervento di Hyōka (in modalità Fuse Kazakiri) e viene poi sconfitta da Tōma. Vento riappare durante la Terza Guerra Mondiale per dare la caccia a Fiamma per aver tradito la Città del Vaticano.
Terra della Sinistra (左方のテッラ?, Sahō no Terra)
Doppiato da: Hōchū Ōtsuka
Terra è un membro del Seggio alla destra di Dio, benedetto con la natura della "Medicina di Dio" e allineato con l'Arcangelo Raffaele. Utilizza un incantesimo chiamato Esecuzione della luce (光の処刑?, Hikari no shokei) che utilizza il suo sottoprodotto (la farina) per manipolare la "gerarchia" di tutto ciò che lo circonda. Appare come un uomo anziano, piccolo e minacciosi, che indossa una veste cerimoniale verde. Nell'arco narrativo del Documento di Costantino, Terra incontra Tōma e Itsuwa in un museo dove i due hanno cercato di distruggere una condutture di incantesimi. Nel loro scontro successivo nel Palazzo dei Papi, Terra sembra sapere qualcosa riguardo all'Imagine Breaker di Tōma quando deduce correttamente la sua perdita di memoria, ma perde l'occasione di spiegarglielo. In seguito viene ucciso da Acqua al suo ritorno a Città del Vaticano. Nell'arco narrativo di Acqua del Retro, il cadavere di Terra viene inviato alla Chiesa d'Inghilterra, che viene sfidata da Acqua.
Acqua del Retro (後方のアックア?, Kōhō no Akkua) / William Orwell (ウィリアム＝オルウェル?, Uiriamu Oruweru)
Doppiato da: Hiroki Tōchi
Acqua è un membro del Seggio alla destra di Dio, benedetto con la natura del "Potere di Dio" e allineato con l'Arcangelo Gabriele. Grazie al suo allineamento, è dotato di un'abilità chiamata Madre Divina (聖母の慈悲?, Seibo no jihi) che può annullare le responsabilità di alcuni incantesimi speciali, consentendogli di eseguire potenzi incantesimi in condizioni non idonee. a differenza degli altri membri del Seggio alla destra di Dio, non è corrotta e non ignora le opinioni del Papa. Prima di unirsi alla Chiesa cattolica, Acqua ha servito come mercenario per la Chiesa d'Inghilterra ed è amico dell'attuale Knight Leader dei Cavalieri d'Inghilttera. Il suo vero nome è William Orwell e il suo nome da stregone è Flere210, Colui che cambia la ragione delle lacrime (その涙の理由を変える者?, Sono namida no riyū o kaeru mono). Acqua è Santo e ciò gli permette vantare capacità sovrumane, come la forza di portare armi grandi il doppio di lui. Con l'aiuto dell'abilità Madre Divina, può utilizzare il 100% delle capacità che gli vengono offerte in quanto Santo, il che ha dimostrato un notevole divario tra le sue capacità e quelle di Kaori. Nell'arco narrativo di Acqua del Retro, viene sconfitto da Tōma e dai cattolici di Amakusa e perde l'abilità Madre Divina. Nell'arco narrativo della famiglia reale britannica, Acqua torna in Inghilterra durante il British Halloween brandendo una replica della spada ammazzadraghi chiamata Ascalon (アスカロン?, Asukaron) e salva la principessa Villian. In seguito combatte contro il suo ex amico e compagno Knight Leader. Nell'arco narrativo della Terza Guerra Mondiale, Acqua si reca in Russia per sventare i piani di Fiamma e salvare Shiage e Rikō da un gruppo di mercenari. Finisce per aiutare Accelerator e Hyōka contro l'Arcangelo Gabriele e indebolisce l'angelo assorbendone i poteri. Acqua ritorna in Shinyaku: To aru majutsu no Index durante l'arco narrativo di Othinus la divinità magica, quando viene temporaneamente liberato dalla Torre di Londra per assistere il Regno Unito nella lotta contro GREMLIN. In seguito si unisce a Carissa e al Knight Leader durante la caccia a Tōma e Othinus in Danimarca.
Fiamma della Destra (右方のフィアンマ?, Uhō no Fianma)
Doppiato da: Toshiyuki Morikawa
Fiamma è il capo del Seggio alla destra di Dio, benedetto con la natura della "Somiglianza di Dio" e allineato con l'Arcangelo Michele. Possiede il simbolo dei miracoli chiamato Sacro diritto (聖なる右?, Seinaru migi) che può manifestare un artiglio simile a quello di un uccello dalla sua spalla da usare come principale forma di attacco. Tuttavia, non è in grado di utilizzare tutto il suo potenziale e crede che Tōma, Index e Sasha siano la risposta al suo dilemma. È un uomo alto e snello che indossa un abito rosso. Nell'arco narrativo della famiglia reale britannica, Fiamma si prende gioco di Carissa mentre rivela la sua influenza che ha causato l'incidente dell'Eurotunnel. Mostra il telecomando spirituale della regina Elizard per Index dinanzi a lei e Tōma. Nell'arco narrativo della Terza Guerra Mondiale, si dirige in Russia per catturare Sasha, che è stata la chiave per invocare l'Arcangelo Gabriele e per acquisire la Stella di Betlemme, in modo da poter aggiustare l'equilibrio elementale che influisce sulla creazione dell'abilità Sacro diritto e poterne ottenere il pieno controllo. Sapendo che Tōma si trova a bordo della Stella di Betlemme, Fiamma lo combatte e cerca di assorbire la carne della sua mano destra, ma si accorge con timore che il suo braccio ha raccolto non uno, ma due poteri enormi e schiaccianti. Viene poi sfidato da Tōma, che gli rinfaccia di essere il più potente e di rubare in modo irragionevole il potere di varie chiese; inoltre, i poteri di Fiamma si adattano sempre a quelli dell'avversario, per cui scatena la guerra per causare abbastanza "malumore" nel mondo da porlo come il "nemico che deve essere sconfitto", temendo di non avere il "potere sufficiente per salvare il mondo". Con la sua convinzione persa e sconfitta, Fiamma viene salvato da Tōma, che lo convince a vivere per cambiare il futuro. Tuttavia, Fiamma viene visto da Aleister come una minaccia per aver saputo troppo sul vero scopo di Imagine Breaker e viene portato alla morte da lui. Tuttavia, Fiamma viene trovato in punto di morte da Silvia e Ollerus che lo interrogano sul suo potere di Eone di Osiride e su quello dell'Eone di Horus di Aleister.

### Annihilatus
Un'organizzazione magica segreta all'interno della Chiesa ortodossa russa che combatte i demoni.
Sasha Kruezhev (サーシャ＝クロイツェフ?, Sāsha Kuroitsefu)
Doppiata da: Yuka Terasaki
Sasha è una suora russa di tredici anni e un'agente di Annihilatus. Viene sempre visto portare con sè un gran numero di armi magiche da tortura, come martelli e seghe. Di solito conversa in forma di domanda e risposta. Nell'arco narrativo di Angel Fall, il corpo di Sasha viene controllato dall'Arcangelo Gabriele, richiamato sulla terra dal cielo dall'incantesimo Angel Fall. Dopo tali eventi, viene messa sotto osservazione a Mosca a causa degli effetti insoliti che il suo corpo ha subito quando l'arcangelo l'ha posseduta. Nell'arco narrativo della famiglia reale britannica, Sasha viene avvisata da Vasilisa di fuggire dalla Chiesa ortodossa russa perché è stato emesso un ordine di cattura a causa del Telesma residuo lasciato dall'Arcangelo Gabriele nel suo corpo. In seguito incontra Vento, arrivata in Russia per catturare Fiamma, e le viene consigliato di chiedere asilo all'Alleanza delle Nazioni Indipendenti di Elizalina. Nell'arco narrativo della Terza Guerra Mondiale, Sasha viene catturata da Fiamma per essere utilizzata nel suo Progetto Betlemme, ma in seguito riesce a fuggire dalla Stella di Betlemme. Riappare in Shinyaku: To aru majutsu no Index come membro della sicurezza di Krans durante la sua visita alla sede delle Nazioni Unite. In seguito accompagna  Vasilisa in Danimarca per catturare Tōma e Othinus, ma si ritira dopo che questi ha sconfitto il suo incantesimo del patriarca. Assiste da lontano al salvataggio di Tōma da parte di Othinus presso il castello di Egeskov.
Vasilisa (ワシリーサ?, Washirīsa)
Doppiata da: Yōko Honna
Vasilisa è la leader di Annihilatus e la superiore di Sasha, basata sull'omonima eroina del folklore russo. Mostra il suo comportamento infantile, la sua vanità per la cura della pelle e il suo strano interesse per la cultura otaku giapponese, che le valgono l'antipatia di Sasha. Nell'arco narrativo della famiglia reale britannica, Vasilisa aiuta Sasha a fuggire dalla Chiesa ortodossa russa e combatte Skogsfru. Nell'arco narrativo della Terza Guerra Mondiale, arriva a Mosca e affronta Nikolai, che uccide. Dopo aver sconfitto le guardie rimaste nel palazzo, Vasilisa si riunisce a Krans. Contatta quindi Matthai per collaborare con lui e abbattere la Stella di Betlemme. Vasilisa ritorna in Shinyaku: To aru majutsu no Index come guardia del corpo di Krans durante la sua visita alla sede delle Nazioni Unite. In seguito viene inviata in Danimarca dal patriarca per affrontare Tōma e Othinus, ma si ritira dopo che questi ha sconfitto il leader della Chiesa ortodossa russa. È presente nei pressi del castello di Egeskov e osserva da lontano il salvataggio d Othinus da parte di Tōma.
Nikolai Tolstoy (ニコライ＝トルストイ?, Nikorai Torusutoi)
Doppiato da: Ryūnosuke Watanuki
Nikolai è un vescovo russo della Chiesa ortodossa russa. È noto per il suo oggetto spirituale basato sul folklore russo di una strega che custodiva due sorgenti chiamate Acqua della Morte (死の水?, Shi no mizu) in grado di disintegrare un bersaglio usando l'acqua. Si allea con Fiamma in cambio della sua nomina a patriarca. Nell'arco narrativo della Terza Guerra Mondiale, Nikolai falsifica un documento che avrebbe mobilitato l'esercito russo utilizzando la firma elettronica di Krans da un documento fittizio. Viene poi ucciso da Vasilia dopo che il suo oggetto spirituale fallisce su di lei.

### Return of the Winged One
Return of the Winged One (翼ある者の帰還?, Tsubasa aru mono no kikan, lett. "Il ritorno dell'alato") è un'organizzazione magica di base Azteca. Questa organizzazione ha pressoché il controllo completo sopra l'America Latina, anche se non nella misura in cui, come le Chiese Cristiane, potrebbe influenzare il governo.
Etzali
Tecpatl (テクパトル?, Tekupatoru)
Doppiato da: Junichi Yanagita
Tecpatl è il leader di Return of the Winged One. Impugna il grimorio Coniglio della Luna (月のウサギ?, Tsuki no usagi), un derivato della pietra del calendario azteco basato sulla leggenda della creazione del quinto sole. Nella storia secondaria A Certain Scientific Railgun SS: Liberal Arts City, Tecpatl guida l'operazione di distruzione di Liberal Arts City a causa della sua convinzione di vivere in pace una volta terminata la battaglia con gli Stati Uniti, da lui definita "Polizia mondiale". Nell'arco narrativo di DRAGON, assume le sembianze della guardia del corpo di Shiokishi, Minobe, per dare la caccia a Etzali. Dopo aver ferito Shiokishi, Tecpatl sfida Etzali ma viene ucciso da quest'ultimo.
Xochitl (ショチトル?, Shochitoru)
Doppiata da: Hitomi Ōwada
Xochitl è una maga di Return of the Winged One nota come Operaia dei cadaveri (死体職人?, Shitai shokunin, lett. "Artigiana dei cadaveri") per la sua capacità magica di recuperare il testamento di una persona morta per verificarne la correttezza dopo la sua morta. Il suo nome significa "fiori" in lingua nahuatl. Usa il Macuahuitl come arma principale. Nella storia secondaria A Certain Scientific Railgun SS: Liberal Arts City, Xochitl arriva a Liberal Arts City per affondare l'isola artificiale e incontra Ruiko durante la sua gita. Salva Ruiko dal tentativo degli Stati Uniti di ucciderla. Il piano di Xochitl per la città viene sventato dall'intervento di Mikoto. Le viene dato un nuovo ordine di distruggere tutte le navi di evacuazione per evitare la fuga di conoscenze azteche, ma lei non è d'accordo e decide di sfidare l'ordine di Tecpatl pur sapendo che sarà punita. Come punizione, Xochitl viene fusa con un grimorio e inviata alla Città-Studio per uccidere Etzali per il suo tradimento della cavala magica azteca e finisce per unirsi a MEMBER. Nell'arco narrativo del festival studentesco, riceve l'aiuto di Ruiko mentre cerca di far funzionare il suo unico cellulare. La salva da un attacco del pupazzo di metallo liquido di Mitori all'interno della fabbrica di metallo liquido. Nell'arco narrativo del Battle Royale, Xochitl si scontra con Etzali nel riformatorio del Distretto 10. Tuttavia, con il grimorio che le sta prosciugando la vita, perde contro di lui e viene salvata da quest'ultimo dopo che si è impossessato del suo grimorio. Nell'arco narrativo di DRAGON, Xochitl è rinchiusa in un ospedale e incontra Etzali e i suoi compagni di GROUP. In Shinyaku: To aru majutsu no Index, Xochitl condivide la sua stanza d'ospedale con Tochtli. Discute con Etzali per il suo continuo utilizzo del volto di Mitsuki davanti a loro. In Sōyaku: Toaru majutsu no index, Xochitl usa un volto preso in prestito per nascondere la sua identità e accompagna Etzali a recuperare Tochtli in ospedale mentre l'Anti-Skill prende di mira i membri del lato oscuro della Città-Studio durante l'Operazione Manette
Tochtli (トチトリ?, Tochitori)
Doppiata da: Ayasa Itō
Tochtli è un manga di Return of the Winged One e compagna di Xochitl. Il suo nome significa "coniglio" in lingua nahuatl. Nella storia secondaria di A Certain Scientific Railgun SS: Liberal Arts City, Tochtli vola con l'aereo dell'organizzazione chiamato "Mixcoatl" per recuperare Xochitl che è rimasta bloccata a Liberal Arts City e nota la gentilezza di Ruiko nei confronti della sua compagna. In seguito appoggia la decisione di Xochitl di permettere ai civili di evacuare l'isola artificiale. Come punizione per aver disobbedito ai loro ordini, Tochtli viene sedata per permettere a Tecpatl di usare le sue ossa come materiale per il suo grimorio. Nell'arco narrativo di DRAGON, appare al fianco di Tecpatl mentre affrontano Etzali. Tochtli viene salvata da Etzali dopo aver ucciso il capo azteco. In Shinyaku: To aru majutsu no Index, Tochtli si ristabilisce nell'ospedale in cui era confinata Xochitl. Si rivolge a Eztali come a un fratello maggiore e gli dice di continuare a fargli visita per farle trascorrere un ricovero tranquillo. Stuzzica fastidiosamente Xochitl sul vantaggio di Etzali di usare l'aspetto di Mitsuki. In Sōyaku: Toaru majutsu no index, Tochtli si unisce a Etzali e Xochitl per guardare l'alba mentre riflettono sulla futura scossa di assestamento della fallita Operazione Manette.

### Dawn-colored Sunlight
Leivinia Birdway (レイヴィニア バードウェイ?, Reivinia Bādowei)
Doppiata da: Yō Taichi
Leivinia è una leader dodicenne dai capelli biondi della Dawn-colored Sunlight e sorella maggiore di Patricia. Il suo nome di stregoneria è Regnum771 che in latino significa "regno". Utilizza una bacchetta magica di legno chiamata Bacchetta delle spade e delle coppe (剣と杯の杖?, Ken to hai no tsue) che le permette di lanciare magie basate sui quattro elementi e una serie completa di carte degli Arcani Maggiori che la aiutano a potenziare i suoi parametri e a compiere un movimento supersonico. Le sue azioni e la sua personalità sono descritte come spietate, irragionevoli e travolgenti. Nell'arco narrativo della famiglia reale britannica, Leivinia consiglia a Mark di non farsi coinvolgere durante il British Halloween, nonostante la possibilità di analizzare Curtana. Nell'arco narrativo della Terza Guerra Mondiale, Leivinia salva Tōma dall'Oceano Artico dopo che questi ha sconfitto Fiamma. Leivinia debutta in modo importante in Shinyaku: To aru majutsu no Index, quando riporta Tōma alla Città-Studio e introduce Accelerator e Shiage nel mondo della magia. Nell'arco narrativo dell'invasione delle Hawaii, recluta i tre insieme a Mikoto, Misaka Worst e Umidori per stanare i membri principali di GREMLIN infiltrandosi nelle Hawaii e facendo si che le 27 Istituzioni Cooperative della Città-Studio si separino da quest'ultima per via del legame del suo compagno di squadra con la città, una volta salvato lo stato insulare. Nell'arco narrativo del festival Ichihanaran, Leivinia collabora con Ollerus e arriva alla Città-Studio per sventare il piano di GREMLIN di catturare Fräulein. Questa affronta Tōma, che le serbava rancore per via del suo tradimento alle Hawaii, ma inorridisce quando viene colpita dall'Anti-Skill. Leivinia combatte poi contro Tōma e viene sconfitta da lui. Quando lascia la Città-Studio, Leivinia viene presa in giro da Silvia perché si sente come una sorella minore che viene rimproverata dal fratello maggiore. Nell'arco narrativo di Othinus la divinità magica, Leivinia arriva nel dormitorio di Tōma insieme a Lessar per reclutarlo nella distruzione di Gungnir. Leivinia combatte in seguito contro Tōma sul Ponte della Cintura in Danimarca, quando questi si schiera improvvisamente dalla parte di Othinus, ma arriva a comprendere le ragioni che lo hanno spinto a salvare la divinità magica. Nell'arco narrativo del World Rejecter, studia la cannibalizzazione africana per utilizzarla per la sorella infettata da Sample Shoggoth. Nell'arco narrativo di Coronzon, Leivinia collabora con Lessar per consegnare al British Museum un oggetto spirituale della Miscela Divina chiamato "Wadjet-Leto". Viene vista per l'ultima in Sōyaku: Toaru majutsu no index, quando insieme a Lessar indaga sull'improvvisa ascesa della R&C Occultics.
Mark Space (マーク スペース?, Maaku Supaasu)
Mark è il fedele assistente personale di Leivinia e membro di Dawn-colored Sunlight. Il suo nome da stregone è Armare091 ed è specializzato nell'uso dei tarocchi degli arcani minori per eseguire incantesimi elementali.

### GREMLIN
Othinus (オティヌス?, Otinusu)
Doppiata da: Asami Setō
Othinus è la leader di GREMLIN e l'attuale divinità della magia, il cui nome equivale alla traduzione latina di Odino. Si vede sempre indossare una benda per coprire l'occhio destro. Othinus fa il suo debutto nel quarto volume di Shinyaku: To aru majutsu no Index, quando arriva a Baggage City per affrontare Tōma e gli schiaccia il polso destro e gli strappa la mano. Si intimidisce con Ollerus, ma si ritira quando questi le rivela la presenza di Fiamma e del suo potere, attualmente non annullato dalla mano destra distrutta di Tōma. Dopodiché risuscita Kagun dalla morte e diventa un einherjar. Nell'arco narrativo del festival di Ichihanaran, Othinus incontra i membri di GREMLIN in un porto della baia di Tokyo e taglia il braccio destro di Thor, che si rivela essere Ollerus travestito, come punizione per la sua mancata cattura di Fräulein. Nell'arco narrativo di Othinus la divinità magica, Othinus distrugge l'intero universo usando la Lancia di Gungnir e ricrea molti mondi per far si che Tōma venga tormentato e spinto al suicidio. Dopo la sua morte, avvenuta nel corso di un combattimento in loop, Othinus si rende conto che Tōma è l'unica persona in grado di capirla e decide di riportarlo nel suo mond originario. Othinus accetta l'aiuto di Tōma per recuperare il suo occhio destro in un lago vicino al castello di Egeskov e tornare così umana. Alla fine del loro viaggio in Danimarca, si trasforma in una fata di quindici centimetri e inizia a vivere con lui nel suo dormitorio. Othinus chiama Tōma il suo "capitore" umano. Nell'arco narrativo Mental Out, Othinus si arrabbia con Tōma, uscito di nascosto dalla sua stanza d'ospedale la notte prima. Nell'arco narrativo World Rejecter, Othinus si unisce a Tōma per comprare degli ingredienti e incontra Kakeru. Nell'arco narrativo di Salomè, Othinus si intrufola di nascosto nella borsa di Tōma e si rivela davanti ai suoi compagni di classe al loro arrivo nella scuola provvisoria della sua sezione. Nell'arco narrativo di Element, Othinus rimane nella scuola temporanea di Tōma mentre lei sperimenta l'ondata di calore e si prende cura di Sphynx. Nell'arco narrativo del salvataggio di Kamisato, Othinus attente insieme a Index l'arrivo di Tōma alla piazza della stazione del Distretto 7, come da suo messaggio. In seguito lo morde al suo ritorno a scuola per non averla incontrata prima. Nell'arco narrativo di Aleister Crowley, Othinus si unisce a Tōma e ai suoi amici per infiltrarsi nell'edificio senza finestre e trovare un modo per rimuovere la spada magica maledetta da Maika. Nell'arco narrativo della Processor Suit, Othinus si riunisce con Tōma all'ospedale di Heaven Canceller dopo che i due sono stati separati per tutto il giorno dal lancio dell'edificio senza finestre fuori dalla Terra. Nell'arco narrativo di Coronzon, Othinus si unisce a Tōma nella sua missione nel Regno Unito per sconfiggere Coronzon. Nell'arco narrativo di Kamijō, Othinus aiuta Tōma ad affrontare il suo Doppelgänger all'interno di Castello di Windsor. Othinus ritorna in Sōyaku: Toaru majutsu no index, quando aiuta Tōma a sconfiggere Norito utilizzando le sue conoscenze di divinità della magia. Incontra Anna e assiste al suo bacio con lui. In seguito si infuria con Anna per aver infettato Tōma con il virus St. Germain e discute la situazione con Index, che ha pregato nell'altare dell'ospedale di Heaven Canceller. Collabora quindi per salvare i pazienti che si sono feriti a causa della magia appresa sul sito di R&C Occultics.
Thor (トール?, Tōru)
Doppiato da: Sōma Saitō
Thor è il membro di combattimento rappresentativo di GREMLIN, basato sull'omonimo dio norreno del tuono e del fulmine. Nell'arco narrativo del festival di Ichihanaran, si traveste sotto forma di Mikoto e si incontra con Tōma. Quando la sua identità viene rivelata, Thor chiede l'aiuto di Tōma per salvare Fräulein all'interno dell'edificio senza finestre. Thor rivela in seguito che la sua intenzione di salvare Fräulein è quella di simulare la crescita del suo potere attraverso battaglie reali. Thos usa lame ad arco elettrico nel suo combattimento con Tōma. Permette a Ollerus di prendere in prestito il suo aspetto per far si che quest'ultimo si intrufoli nei GREMLIN e riflette se continuerà a operare come membro di GREMLIN dopo averli traditi. Nell'arco narrativo di Othinus la divinità magica, Thor si presenta al castello di Egeskov e sconfigge i membri di GREMLIN che progettevano di uccidere Othinus per il suo tradimento. Combatte per la seconda volta contro Tōma, ma alla fine viene sconfitto, pur essendo soddisfatto dell'esperienza di battaglia acquisita.
Marian Slingeneyer (マリアン＝スリンゲナイヤー?, Marian Suringunaiya)
Doppiata da: Hiromi Igarashi
Marian è una Dvergr e un membro chiave di GREMLIN. È stata il mentore di Kagun dopo che questi ha la lasciato la Città-Studio, diventando più vicina a lui che altri membri di GREMLIN. La sua magia le permette di trasformare le persone in oggetti. Marian possiede la Dáinsleif, ma ha ricevuto da Othinus l'ordine di non togliere la spada dal fodero. Marian viene introdotta nel terzo volume di Shinyaku: To aru majutsu no Index, dopo gli eventi accaduti alle Hawaii. Incontra Cendrillon e le dice che GREMLIN non ha mai avuto intenzione di portare avanti il suo piano di trasformare gli Stati Uniti in uno stato teocratico, provocando l'attacco della maga francese che però la sconfigge e si chiede se trasformarla in un armadio o in un tavolo. Nell'arco narrativo di Baggage City, Marian combatte contro Byōri Kihara e la sconfigge all'inceneritore di rifiuti. Successivamente incontra Maria e una ninja Kōga di nome Shuri Ōmi, ma fatica a sconfiggere Maria a causa delle sue abilità esper. Marian assiste alla morte di Kagun e comincia a crollare mentalmente mentre si prepara a usare il Dáinsleif, ma viene sconfitta da Tōma. Vede Kagun che la trasporta dopo che Othinus lo ha trasformato in un einherjar. Nell'arco narrativo del festival di Ichihanaran, Marian arriva alla Città-Studio insieme a Thor e Mjölnir per la loro missione di recupero di Fräulein all'interno dell'edificio senza finestre, ma cade nel tranello di Tōma quando trova il suo manifesto da ricercato dell'Anti-Skill a causa del suo coinvolgimento a Baggage City. In seguito viene abbattuta da Thor nel suo nascondiglio. Nell'arco narrativo di Othinus la divinità magica, Marian inizia a creare la Lancia di Gungnir per Othinus. Quando Othinus riporta Tōma nel suo mondo originale, Marian si reca in Danimarca per dare la caccia alla divinità magica e finisce per combattere Tōma, ma viene abbattuta durante la battaglia con i suoi esseri evocati.
Kagun Kihara (木原加群?, Kihara Kagun)
Kagun Kihara è uno scienziato specializzato nella ricerca sulla NDE e un mago di GREMLIN con il nome di Bersi (ベルシ?, Berusi). Si vede indossare un camice bianco e un elmetto per nascondere il suo aspetto. Kagun si dimette da ricercatore dopo aver messo in dubbio la moralità dei suoi esperimenti e diventa insegnante. Tuttavia, decide di abbandonare l'insegnamento per quasi tre anni dopo aver ucciso un giovane che aveva attaccato un gruppo di suoi studenti, tra cui Maria Kumokawa. A Baggage City, Kagun muore dopo aver ucciso con successo Byōri Kihara, responsabile della corruzione del giovane, completando così la sua vendetta su di lei.
Mjölnir (ミョルニル?, Myoruniru)
Mjölnir è una maga di GREMLIN di forma cilindrica e partner di Marian, basata sull'omonimo martello di Thor. Il suo aspetto è causato dal potere magico di Marian e può trasformarsi in altre forme, come una sfera e un cubo. Mjölnir viene introdotta nel secondo volume di Shinyaku: To aru majutsu no Index a bordo del castello di Radiosonde. Nell'arco narrativo dell'invasione delle Hawaii, accompagna Marian e viene utilizzata da quest'ultima per sconfiggere Cendrillon. Nell'arco narrativo del festival di Ichihanaran, Mjölnir accompagna Thor e Marian nella loro missione di recupero di Fräulein all'interno dell'edificio senza finestre. Assiste alla caduta di Marian da parte di Thor, ma viene convinta da quest'ultimo a non mettere in pericolo la sua compagna, poiché è necessaria per la creazione della Lancia di Gungnir. Nell'arco narrativo di Othinus la divinità magica, Mjölnir decide di non combattere Tōma e raccoglie la sconfitta Marian per ritirarsi.
Útgarða-Loki (ウートガルザ・ロキ?, Utogaruza-Roki)
Útgarða-Loki è un illusionista di GREMLIN, basato sull'omonimo sovrano di Útgarða. Viene inviato a Baggage City e tratta con un rappresentante di Science Guardian, finché non viene interrotto dall'arrivo di Ransū Kihara.
Sigyn (シギュン?, Shigyun)
Sigyn è un membro femminile di GREMLIN basato sull'omonima divinità femminile. Viene inviata a Baggage City per un esperimento che si sarebbe dovuto svolgere su Othinus, ed è l'unica ad aver tradito l'organizzazione dopo il suggerimento dei ninja Kōga.

### Ollerus' Group
Ollerus (オッレルス?, Orrerusu)
Doppiato da: Nobunaga Shimazaki
Ollerus è un mago che una volta ha avuto la possibilità di diventare un dio della magia al posto di Othinus, con un nome basato su Ullr. La sua capacità magica è chiamata "Hliðskjálf", che può cambiare l'energia vitale e il normale potere magico in un tipo di potere inspiegabile. Il suo potere è così considerevole che quando Gunha lo combatteva seriamente, Ollerus si limitava a giocare con lui durante la battaglia. Attualmente è inseguito da varie organizzazioni magiche che cercano il suo potere, ma riesce a sfuggirgli. Ollerus è accompagnato da Silvia, che all'apparenza si è comportata in modo crudele con lui, ma che tuttavia gli vuole molto bene. Ollerus fa un'apparizione nell'ultimo episodio della serie anime A Certain Magical Index III, quando lui e Silvia trovano Fiamma ferito. Riappare nel quarto volume di Shinyaku: To aru majutsu no Index, quando arriva a Baggage City per affrontare Othinus, che ha recentemente paralizzato la mano destra di Tōma. Dopo il confronto, Ollerus aiuta a ripristinare la mano distrutta di Tōma e ad annullare l'incantesimo di Marian sulle sue vittime, tra cui Cendrillon. Nell'arco narrativo del festival di Ichihanaran, Ollerus e la sua squadra composta da Fiamma, Silvia, Brunhild e Leivinia arrivano alla Città-Studio per sventare il piano di GREMLIN di recuperare Fräulein all'interno dell'edificio senza finestre. In seguito incontra Tōma, incaricato da Seiri di comprare cibo per la classe. Al termine dello scontro tra il suo gruppo e GREMLIN, Ollerus si traveste con successo da Thor e offre a Ollerus gli organi di Teitoku come sostituto di Fräulein per creare un esper olistico. Nell'arco narrativo di Othinus la divinità magica, Ollerus è presente nel Sargasso situato nella baia di Tokyo e invia segretamente un messaggio alla Chiesa d'Inghilterra sulla sua posizione. Prima che Othinus distrugga l'intero universo con la sua Lancia di Gungnir, lui e Fiamma collaborano per trafiggerla con un incantesimo che potrebbe trasformarla in una fata. In seguito, Ollerus si presenta in Danimarca per impedire a Silvia e Brunhild di uccidere Tōma e Othinus.
Silvia (シルビア?, Shirubia)
Doppiata da: Yū Kobayashi
Silvia è la capo cameriera della famiglia reale britannica e una santa. Conosce sia il Knight Leader che Kaori. Silvia lascia il Regno Unito per affinare le sue capacità di cameriera e incontra Ollerus durante i suoi viaggi. Anche se spesso si arrabbia con lui per il suo atteggiamento troppo disinvolto e lo punisce, Silvia rimane con Ollerus perché crede che abbia bisogno di essere accudito. Dopo aver completato la sua formazione come cameriera a Milano, sceglie di rimanere con lui nonostante i ripetuti ordini della famiglia reale di tornare. Silvia fa un cameo nell'ultimo episodio della serie anime A Certain Magical Index III, quando lei e Ollerus raccolgono Fiamma gravemente ferito. Riappare nel quarto volume di Shinyaku: To aru majutsu no Index, quando le Valchirie artificiali attaccano Brunhild in un ospedale. Nell'arco narrativo del festival di Ichihanaran, Silvia accompagna Ollerus alla Città-Studio per fermare il piano di GREMLIN di recuperare Fräulein. In seguito combatte contro Thor, ma interrompe i suoi attacchi quando Leivinia viene sconfitta da Tōma. Mentre lasciano la Città-Studio, Silvia prende in giro le azioni di Leivinia con Tōma come una sorella minore che viene rimproverata dal fratello maggiore. Nell'arco narrativo di Othinus la divinità magica, Silvia si trova a bordo della flotta di navi dirette verso la baia di Tokyo e incontra Hel. In seguito, in Danimarca, dà la caccia a Othinus per vendicarsi di ciò che aveva fatto a Ollerus e picchia in modo raccapricciante Tōma per far provare alla divinità magica la perdita di qualcuno a cui teneva.
Brunhild Eikdopr (ブリュンヒルド＝エイクトベル?, Buryunhirudo Eikutoberu)
Brunhild è una maga finlandese che ha servito come santa e valchiria allo stesso tempo; il suo nome è probabilmente basato su Brunilde. Ha capelli biondi molto lunghi e ricci e indossa abiti simili a quelli delle valchirie della mitologia norrena. Usa una grande spada e la replica della lancia di Odino. Poiché possiede le qualità di una santa cristiana, ritenute estranee dalla società norrene, Brunhild è stata un bersaglio da uccidere fin da giovane, causando la morte delle persone intorno a lei. Alla fine decide di replicare il Gungnir per sperare di salvare un ragazzo di nome Ceillier Flatley, caduto in coma a causa di un tentativo di suicidio dovuto al senso di colpa per aver servito da strumento per far soffrire mentalmente Brunhild sotto le Cinque Grandi Società Norrene, che sono riuscite a catturarla nel momento in cui entrambi i suoi poteri sono entrati in conflitto, annullandosi a vicenda. Dopo aver recuperato i suoi poteri, Brunhild distrugge le Cinque Grandi Società Norrene: "Coloro che coltivano l'Albero del mondo", "La conoscenza scolpita nel ferro", "I campioni che sorgono dal mare", "Coloro che conoscono le parole della spada di Dio" e "Martello forgiato d'oro nella terra", ma alla fine viene sconfitta da Kaori dopo diverse battaglie. Tuttavia, riesce a salvare Ceillier dal suo stato comatoso dopo aver capito la vera natura della magia che ha portato al suo stato. Nel quarto volume di Shinyaku: To aru majutsu no Index, Brunhild combatte le Valchirie artificiali inviate da GREMLIN mentre visita Ceillier in ospedale, ma è in inferiorità numerica finché Silvia e Leivinia non arrivano in suo aiuto. Nell'arco narrativo del festival di Ichihanaran, Brunhild fa parte del gruppo di Ollerus arrivato alla Città-Studio per fermare il piano di GREMLIN di recuperare Fräulein. In seguito combatte contro Mikoto, ma si ferma quando Leivinia viene sconfitta da Tōma e lascia la Città-Studio insieme a Leivinia e Silvia. Nell'arco narrativo di Othinus la divinità magica, Brunhild arriva in Danimarca con Silvia per dare la caccia a Tōma e Othinus e assiste al macabro pestaggio della sua compagna mentre si prepara a uccidere la divinità magica.
Fiamma della Destra
Leivinia Birdway

### Altri maghi
Oriana Thomson (オリアナ＝トムソン?, Oriana Tomuson)
Doppiata da: Ryoka Yuzuki
Oriana è una maga inglese bionda che prima di diventare mercenaria è stata una suora cattolica devota. Il suo nome da maga è Basis104, "Colei che porta la base" (礎を担いし者?, Ishizue o ninaishi mono). Utilizza la sua versione di un grimorio chiamato Shorthand (速記原典?, Shōtohando, lett. "Stenografia originale") che mescola simboli e quattro elementi della magia occidentale. Il suo aspetto fisico è quello di una bellezza con una figura piuttosto attraente, che ha reso la maggior parte delle donne intorno a lei gelose. Nell'arco narrativo del festival Daihasei, Oriana viene ingaggiata da Lidvia per una missione speciale che prevede la conquista della Città-Studio. In seguito viene catturata da Necessarius, ma si accorda con loro per indagare sulla fonte dell'esplosione dell'Eurotunnel.
Ōma Yamisaka (闇咲 逢魔?, Yamisaka Ōma)
Doppiato da: Jōji Nakata
Ōma è un mago giapponese abile nell'uso di una balestra magica azusayumi, che amplifica la potenza della sua magia. Sembra che voglia rapire Index per accedere a un grimorio al suo interno che gli consentirebbe di salvare una donna che è stata maledettamente condannata a morire.
Elizarina (エリザリーナ?, Erizarīna)
Doppiata da: Naomi Shindō
Elizalina è la lader dell'Alleanza Elizalina delle Nazioni Indipendenti e la sorella gemella della Vergine di Versailles. È molto amata dagli elziniani e viene venerata come una santa perché combatte contro i russi per ottenere l'indipendenza della'Alleanza Elizalina. Nell'arco narrativo della Terza Guerra Mondiale, Elizalina accetta di aiutare Tōma e Lessar nella loro contro Fiamma finché non scortano Sasha fuori dall'Alleanza Elizalina, poiché il Paese vuole essere neutrale durante la guerra. Viene sconfitta da Fiamma quando il suo palazzo viene attaccato da lui.
"La Vergine di Versailles" (ヴェルサイユの聖女?, Verusaiyu no Seijō)
Doppiata da: Yuka Keichō
La Vergine di Versailles è la misteriosa sorella gemella di Elizarina, bionda e dagli occhi azzurri, senza nome, e una delle maghe più potenti d'Europa. Sia lei che la sorella discendono dalle famiglie reali britanniche e francesi. Governa segretamente la Francia nonostante il governo francese l'abbia messa agli arresti domiciliari per ingannare i suoi amici. La Vergine di Versailles brandisce la spada magica Durendal. Nell'arco narrativo della Terza Guerra Mondiale, la Vergine di Versailles guida le forze d'invasione francesi per combattere contro le forze britanniche ella battaglio dello Stretto di Dover. Si scontra con Carissa, ma in seguito collabora con lei per sconfiggere l'improvvisa apparizione dell'Arcangelo Gabriele. La Vergine di Versailles e Carissa collaborano per proteggere le forze russe e della Città-Studio dall'Arcangelo, mentre le forze inglesi e francesi le evacuano. In Shinyaku: To aru majutsu no Index, la Vergine di Versailles rappresenta la Francia durante una conferenza degli alleati nella sede delle Nazioni Unite, insieme ai rappresentanti di Russia, Regno Unito, Stati Uniti e Città del Vaticano, per pianificare l'attacco contro GREMLIN. Dopo aver assistito agli sforzi di Tōma per salvare Othinus, la Vergine di Versailles fa presente ai suoi alleati la sua decisione di non inviare nessuno a dare la caccia a Tōma quando questi si è improvvisamente alleato con la divinità magica.
Saronia A. Irivika (サローニャ＝Ａ＝イリヴィカ?, Sarōnya A. Irivika)
Saronia è un ex membro della Chiesa ortodossa russa, scompara durante la sua missione a Vladivostok durante la Terza Guerra Mondiale. Diventa membro di GREMLIN per realizzare il suo obiettivo di far si che la Russia continui a combattere contro la Città-Studio. basa la sua magia sulla leggenda dello spirito della foresta Lešij per controllare la mente delle persone. Saronia debutta nel terzo volume di Shinyaku: To aru majutsu no Index come antagonista principale.
Cendrillon (サンドリヨン?, Sandoriyon)
Cendrillon è una giovane maga francese bionda. Il suo nome significa Cenerentola in francese. Utilizza la storia di Cenerentola per trasformare alcune parti in un incantesimo di attacco, ma la sua abilità magica ha un limite di tempo di "mezzanotte". Cendrillon viene introdotta per la prima volta nel terzo volume di Shinyaku: To aru majutsu no Index come membro di GREMLIN, inviato dal gruppo per fermare la bomba che Leivinia ha piazzato nell'aeroporto internazionale di New Honolulu. Sconfigge le sue guardie utilizzando un incantesimo basato sulla scarpetta di cristallo di Cenerentola, che allarga o riduce forzatamente le dimensioni dei loro piedi fino a farle raggiungere la misura di 22,5 centimetri. Leivinia la sconfigge quando quest'ultima le fa saltare addosso un'autocisterna, ma rimane pesantemente sanguinante dopo che Saronia ha usato un incantesimo per costringerla a ferirsi come mezzo per metterla a tacere. Cendrillon sopravvive e viene trattenuta dalle forze americane insieme a Saronia. Riesce a fuggire dalla sua prigionia e, dopo essersi confrontata con Marian, si arrabbia con GREMLIN per il suo rifiuto di aiutarla a trasformare gli Stati Uniti in un paese teocratico. Attacca Marian ma viene sconfitta da quest'ultima,che aveva intenzione di trasformarla in un mobile. Nell'arco narrativo di Baggage City, Cendrillon riappare sotto forma di tavolo nella stanza di Marian. Nell'arco narrativo del festival di Ichihanaran, il corpo di Cendrillon viene ricostruito con l'aiuto di un'ignara Shizuru quando gli "ingredienti" per le sue parti del corpo vengono inviati alla Città-Studio. Incontra quindi Tōma ferito, di cui aveva bisogno per la sua vendetta contro GREMLIN. Dopo aver sentito Tōma parlare di aver sconfitto Marian a Baggage City, Cendrillon accetta di aiutarlo creando un cervello con gli ingredienti avanzati da far mangiare a Fräulein al posto del cervello di Last Order.

## Stati Uniti d'America

### Governo
Robert Katze (ロベルト＝カッツェ?, Roberuto Kattsue)
È l'attuale Presidente degli Stati Uniti d'America. Appare per la prima volta nel terzo volume di Shinyaku: To aru majutsu no Index, dove viene coinvolto nella crisi magica che coinvolge la Città-Studio e il cast principale, stringendo un'alleanza con Tōma.
Roseline Krackhart (ローズライン＝クラックハル?, Rōzurain Kurakkuharuto)
È l'assistente dell'attuale Presidente degli Stati Uniti. Appare per la prima volta nel terzo volume di Shinyaku: To aru majutsu no Index, dove tiene sotto controllo Robert. È una figura centrale dell'amministrazione di Robert, soprattutto durante l'invasione delle Hawaii.

### Militari
Alfred Thirdman (アルフレッド＝サーマン?, Arufureddo Sāman)
Alfred è il comandante della base aerea di Grand Arrow. Appare per la prima volta nel terzo volume di Shinyaku: To aru majutsu no Index.
Arc Daniels (アーク＝ダニエルス?, Āku Danierusu)
Arc è un timoniere di stanza nella terza base di Pearl Harbor. Appare per la prima volta nel terzo volume di Shinyaku: To aru majutsu no Index.
Bax Silver (バックス＝シェルヴァ?, Bakkusu Sheruva)
Bax è una delle poche persone che Saronia A. Irivika controllava usando la sua magia. Appare per la prima volta nel terzo volume di Shinyaku: To aru majutsu no Index.

### Persone influenti
Olay Blueshake (オーレイ＝ブルーシェイク?, Ōrei Burūsheiku)
Conosciuta come "la regina dei media", è una donna d'affari molto influente in America che cerca di prendere il controllo dell'America e trasformarla in uno stato teocratico.

## Baggage City
Saflee Opendays (サフリー＝オープンディズ?, Safurī Ōpundizu)
Saflee è un'artista marziale femmina introdotta per la prima volta nel quarto volume di Shinyaku: To aru majutsu no Index. Partecipa al torneo Natural Selector ed è il primo personaggio chiave a essere introdotto durante l'attacco di Città-Studio a Baggage City.
Shuri Ōmi (近江 手裏?, Ōmi Shuri)
Shuri è una concorrente del torneo Natural Selector introdotta per la prima volta nel quarto volume di Shinyaku: To aru majutsu no Index. Membro della scuola di ninjutsu di Kōga, è una donna dall'aspetto bizzarro alla ricerca di persone soprannaturali interessanti per aiutare il prestigio della sua scuola, e diventata un personaggio chiave involontario nella distorsione di Baggage City, mentre cerca di sopravvivere nel bagno di sangue e allo stesso tempo di raggiungere il suo obiettivo.
Ayles Bigant (エールズ ビッグアント?, Ēruzu Bigguanto)
Ayles è un partecipante al torneo Natural Selector introdotto per la prima volta nel quarto volume di Shinyaku: To aru majutsu no Index. Una persona senza apparenti abilità speciali, la cui esistenza viene utilizzata semplicemente per presentare la brutalità di Enshū Kihara.
Grecky Reletsman (グレッキー リレッツマン?, Gurekkī Rirettsuman)
Grecky è un personaggio apparso durante il torneo Natural Selector introdotto per la prima volta nel quarto volume di Shinyaku: To aru majutsu no Index. Personaggio misterioso fin dall'inizio, la sua esistenza viene utilizzata come depistaggio nel corso del volume in cui ha fatto il suo debutto.
Osad Flakehelm (オーサッド＝フレイクヘルム?, Ōsaddo Fureikuherumu)
Osad è uno degli oltre 100 concorrenti del Natural Selector e durante il torneo perde sua figlia, Mistray Flakehelm, a causa dei MIB, per poi essere inghiottito dalla distorsione che si verifica a Baggage City. Appare per la prima volta nel quarto volume di Shinyaku: To aru majutsu no Index.

## Altri
Tōya Kamijō (上条 刀夜?, Kamijō Tōya)
Doppiato da: Kenji Nomura
Il padre di Tōma, un uomo d'affari che viaggia molto e colleziona vari portafortuna per il figlio con una innaturale vena di sfortuna. Anche se a volte può sembrare sciocco, Tōya si preoccupa della moglie e del figlio. È in parte responsabile di aver causato l'incantesimo di Angel Fall, portando un potente angelo dal cielo alla Terra senza che lui lo sapesse. In gioventù era un playboy, ma in seguito si è innamorato della futura moglie Shina. Nonostante sia felicemente sposato e non abbia interesse per altre donne, riesce comunque ad attrarre le donne, con grande disappunto della moglie.
Shiina Kamijō (上条 詩菜?, Kamijō Shiina)
Doppiata da: Kikuko Inoue
La madre di Tōma, che ha una personalità gentile e si preoccupa per il figlio. Usa comunemente l'espressione "ara-ara". Anche se di solito è vista come calma e dolce, può essere gelosa se un'altra donna è interessata a suo marito. Dopo il festival Daihasei della Città-Studio, è diventata buona amica di Misuzu Misaka.
Otohime Tatsugami (竜神 乙姫?, Tatsugami Otohime)
La cugina di Tōma.
Misuzu Misaka (御坂 美鈴?, Misaka Misuzu)
Doppiata da: Emi Shinohara
La madre di Mikoto, che sta attualmente studiando all'università. A causa del suo aspetto giovanile, viene generalmente scambiata per la sorella maggiore di Mikoto. È consapevole che a sua figlia piace Tōma Kamijo. Dopo il festival Daihasei della Città-Studio, è diventata buona amica di Shina Kamijo.
Tabikake Misaka (御坂 旅掛?, Misaka Tabikake)
Il padre di Mikoto, un ricco e importante uomo d'affari. Incontra Tōya Kamijo durante un viaggio d'affari in uno dei capitoli secondari. È stato assunto per trovare e correggere i difetti del mondo e attualmente sta indagando sulle spie Gemstone per evitare che cadano nelle mani di governi e agenzie non affiliate alla Città-Studio. Tabikake ha numerosi contatti in tutto il mondo e accesso ad Aleister Crowley, che non esita a minacciare quando sospetta che possa coinvolgere sua moglie e sua figlia nei suoi piani.
Jinsaku Hino (火野 神作?, Hino Jinsaku)
Jinsaku è un serial killer con un disturbo di personalità multipla. Riesce a fuggire dalla prigione e nel corso dell'arco di Angel Fall prende il sopravvento la sua personalità sottomessa. A causa della sua tendenza a citare "Angel-sama", diventa il prima sospettato dell'attivazione di Angel Fall e l'antagonista principale della prima metà dell'arco narrativo. Non appare negli adattamenti manga e anime della serie.
Patricia Birdway (パトリシア バードウェイ?, Patorishia Bādowei)
Doppiata da: Satomi Amano
Patricia Birdway è la sorella minore di Leivinia Birdway. Ha conseguito un dottorato di ricerca alla giovane età di 12 anni, diventando una rinomata ricercatrice che ha lavorato in progetti gestiti dall'università e sponsorizzati dalla Città-Studio o dalle sue istituzioni cooperative per unirsi a laboratori e navi da ricerca come ricercatrice ospite. I suoi venti e più lavori di ricerca pubblicati attirano l'attenzione delle scuole che desiderano assumerla. Nell'arco narrativo di World Rejecter, Patricia accompagna un gruppo di ricerca sponsorizzato dalla Città-Studio in Antartide, dove viene infettata dal parassita Sample Shoggoth. Alla fine arriva alla Città-Studio alla ricerca di istituzioni mediche che possano curarla. Patricia viene salvata da Nephthys la divinità magica che converte il suo corpo in grassi che sostituiscono quelli consumati dal parassita. Nonostante i recenti eventi accaduti nell'arco narrativo, Patricia continua a ignorare l'esistenza della magia.
Digurv (ディグルヴ?, Diguruvu)
Doppiato da: Itaru Yamamoto
Digurv è un abitante del villaggio russo che alla fine diventa un alleato di Shiage Hamazura.
Glickin (グリッキン?, Gurikkin)
Glickin è un ex soldato russo che alla diventa alleato di Shiage Hamazura e si scontra con la Russia.
Fräulein Kreutune (フロイライン＝クロイトゥーネ?, Furoirain Kuroitūne)
Fräulein Kreutune è una donna misteriosa che esiste da molto tempo ed è imprigionata nell'edificio senza finestre fino al suo salvataggio da parte di Tōma Kamijo e Thor. Diventa amica di Last Order e Fremea Seivelun.
Arcangelo Gabriele (神の力 (ガブリエル)?, Kami no chikara (Gaburieru), lett. "Il potere di Dio")
Doppiato da: Yuka Terasaki
Gabriele è uno dei quattro Arcangeli di Dio, definito "Il potere di Dio". L'arcangelo viene accidentalmente portato sulla Terra e si scambia il corpo con Sasha quando viene lanciato l'incantesimo Angel Fall. Desideroso di tornare in Paradiso e punire il responsabile dell'incantesimo, l'arcangelo si unisce a Tōma e ai suoi compagni con lo pseudonimo di "Misha Kreutzev". Dopo aver appreso che Tōya è responsabile dell'attivazione dell'incantesimo, Misha cerca di ucciderlo, ma ingaggia invece una battaglia con Kaori. L'arcangelo torna in Paradiso dopo che Motoharu ha distrutto il luogo in cui è stato lanciato l'incantesimo. Durante la Terza Guerra Mondiale, l'arcangelo viene richiamato da Fiamma e combatte contro Kazakiri (in modalità Fuse Kazakiri) e Accelerator. Gabriele riappare in Shinyaku: To aru majutsu no Index, quando Samuel Liddell manifesta l'arcangelo per il suo attacco contro Aleister.
Arcangelo Michele (神の如き者 (ミカエル)?, Kami no gotokisha (Mikaeru), lett. "La somiglianza di Dio")
L'Arcangelo Michele è uno dei quattro Arcangeli di Dio, definito "La somiglianza di Dio". Nell'arco narrativo della Terza Guerra Mondiale, l'arcangelo viene rivelato da Fiamma come colui che è stato portato sulla Terra quando è stato l'incantesimo Angel Fall, facendo si che Fiamma prendesse di mira Sasha a causa del Telesma residuo dell'arcangelo nel suo corpo. Michele viene scambiato da Kaori per Gabriele a causa di una confusione nell'essenza del Paradiso da parte di forze sconosciute, che ha scambiato le posizioni di Michele e Gabriele.
Hajime Hitotsui (一一 一}?, Hitotsui Hajime)
Doppiato da: Kishō Taniyama
Hajime è un famoso idol con una carriera di successo come cantante e attore. Shiina Kamijō, Ruiko Saten e Aiho Yomikawa sono sue fan.
Sphinx (スフィンクス?, Sufinkusu)
Sphinx è il gatto di Index. Index prima trova Sphinx nel secondo volume della novel (episodio 7 della prima stagione nell'anime) dentro una scatola di cartone. Tōma prova a convincerla che nel suo dormitorio non è ammesso mantenere degli animali domestici, ma alla fine riescono comunque a mantenerlo senza che nessuno sospetti nulla.